# Saint-Quentin Basket-Ball
Pour les articles homonymes, voir Saint-Quentin (homonymie).
Maillots
Actualités
Le Saint-Quentin Basket-Ball (SQBB) est un club français de basket-ball basé à Saint-Quentin dans l'Aisne. Il évolue depuis 2023 en première division.
| \| Saint-Quentin \| Position de Saint-Quentin dans l'Aisne. |
| Saint-Quentin                                               |

## Historique
Le Saint-Quentin Basket-Ball naît de la fusion de l'Amicale Jumentier, avec l'Union sportive des Cheminots. Il dispute alors le championnat d'Excellence régionale. En 1982, nouvelle fusion entre le SQBB et le Foyer laïque d'Harly. 

En 1988, le SQBB accède en 1A (l'actuelle Pro A). Le club rivalise alors avec les meilleures équipes de la ligue et termine cinquième.
En 1990 le club se qualifie pour la coupe Korać, qu'il dispute en 1991 avec une victoire à domicile face aux Grecs du Panathinaïkós Athènes, mais une défaite à l'extérieur. 

En 1993, à la suite de difficultés financières, Saint-Quentin est relégué en Nationale 4 et retrouve brièvement la Pro B en 2000 (redescente l'année suivante), pour y revenir en 2001 jusqu'en 2009.

L'équipe participe régulièrement aux Playoffs, perdant en demi-finale en 2006 (face à Orléans), et 2007 (face à Quimper).
 
SQBB participe au championnat de NM1 de 2009 à 2012. 

Le SQBB termine premier du Championnat de France de basket-ball de Nationale masculine 1 2011-2012, et participe au Championnat de France de basket-ball de Pro B 2012-2013. En 2013-2014, le club finit à la dixième place de Pro B, ainsi que 14e la saison suivante.

### Saison 2018-2019
Le 16 juin 2019, en remportant le match décisif des playoffs d'accession face au STB Le Havre (57-58), l'équipe gagne son ticket pour jouer en Pro B en 2019-2020.

### Saison 2019-2020
En raison de la pandémie de Covid-19, la saison 2019-2020 de Pro B est arrêtée mi-mars alors que le club se trouve en position de relégable. Le 27 mai 2020, la Ligue nationale de basket décide finalement d'une saison blanche signifiant ainsi que le club est maintenu en deuxième division pour la saison 2020-2021,.

### Saison 2020-2021
Après un début de saison 2020-2021 perturbé de nouveau en raison de la pandémie de Covid-19, le  championnat de Pro B se déroule depuis le début du mois d'avril sur un rythme effréné de 2 matches par semaine. Le club termine à la 3è place du championnat.

### Saison 2021-2022
Après un début de saison 2021-2022  très compliqué puisqu'après 13 matches, SQBB est classé 17e sur 18 et donc relégable après sa défaite contre Evreux le 11 janvier, le club entame alors une remontée progressive avec 18 victoires contre 4 défaites jusqu'en fin de saison et termine 3e du championnat.

Il échoue en quart de finale des play-offs après 2 défaites contre Vichy-Clermont.

### Saison 2022-2023
Avec un effectif renouvelé à près de 80%, au vu des résultats décevants des matches de préparation et de la Leaders Cup, cette nouvelle saison s'annonce incertaine. Pourtant, au fur et à mesure des matches, la cohésion et l'efficacité de l'équipe s'affirment, et, grâce à une invincibilité à domicile lors des 11 premiers matches et aussi à de précieuses victoires à l'extérieur contre des équipes prétendant à la montée, le club intègre le haut du tableau dès la mi-championnat. À l'issue du dernier match de la saison régulière, Saint-Quentin Basket-Ball et Châlon-sur-Saône terminent en tête avec chacun 25 victoires. Avec un point-average favorable (+3) sur son adversaire, SQBB est champion de Pro B saison  2022-2023 et a ainsi la possibilité d'intégrer l'élite du basket-ball français qu'il a quittée en 1993, exactement 30 ans auparavant.
Le club a l'honneur de posséder en son sein les trois MVP de Pro B de la saison :
- Julien Mahé, meilleur entraîneur
- Mathis Dossou-Yovo, meilleur joueur

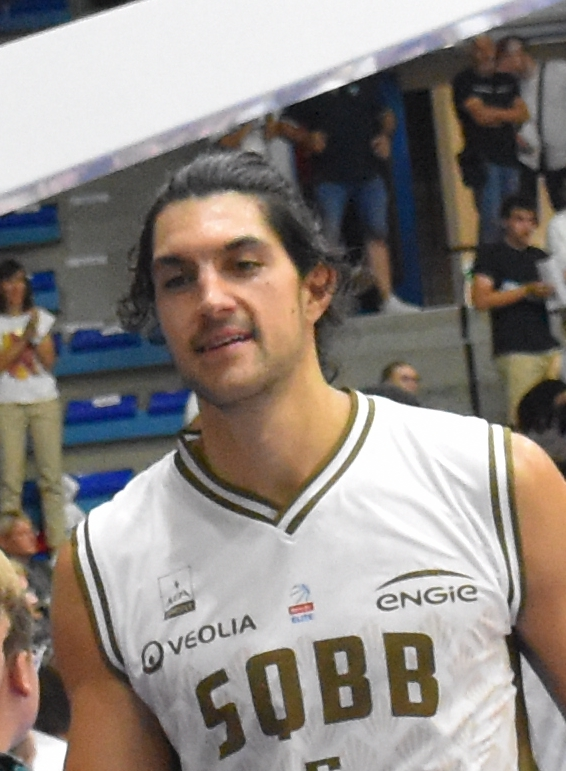
William Pfister
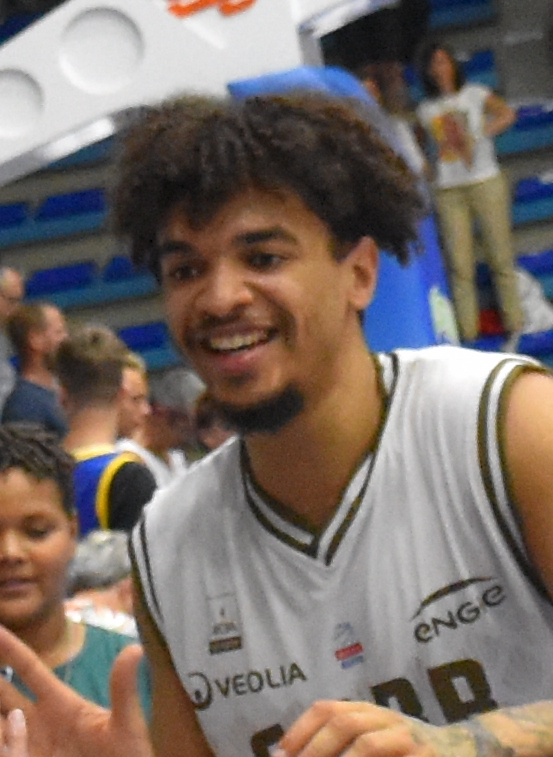
Lucas Boucaud
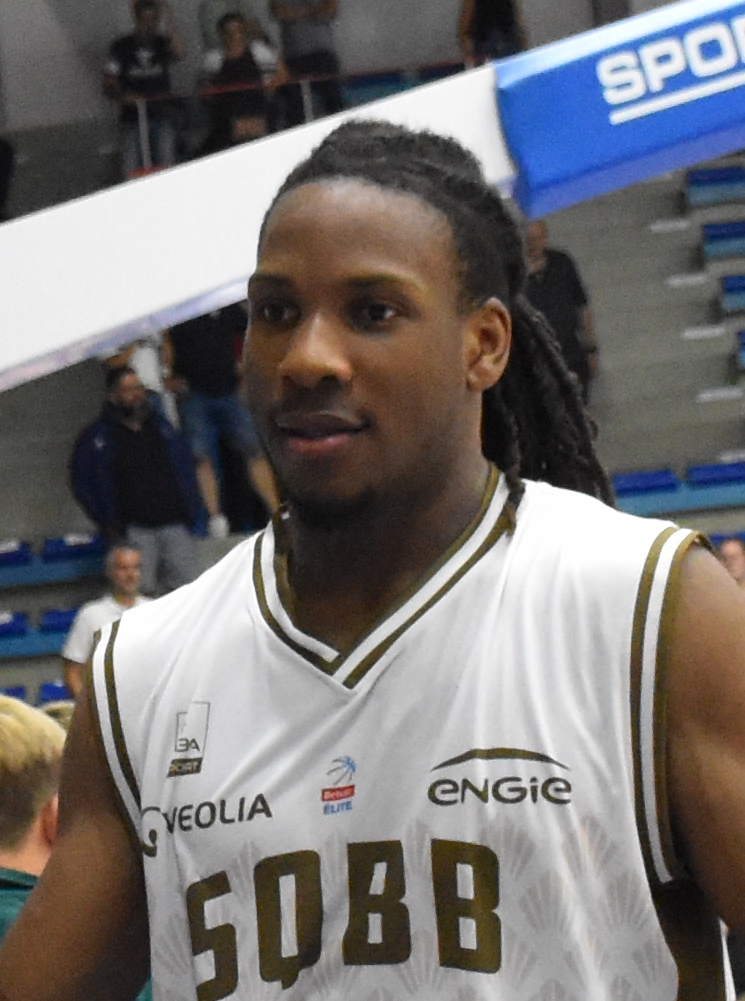
Melvin Ajinça, meilleur jeune
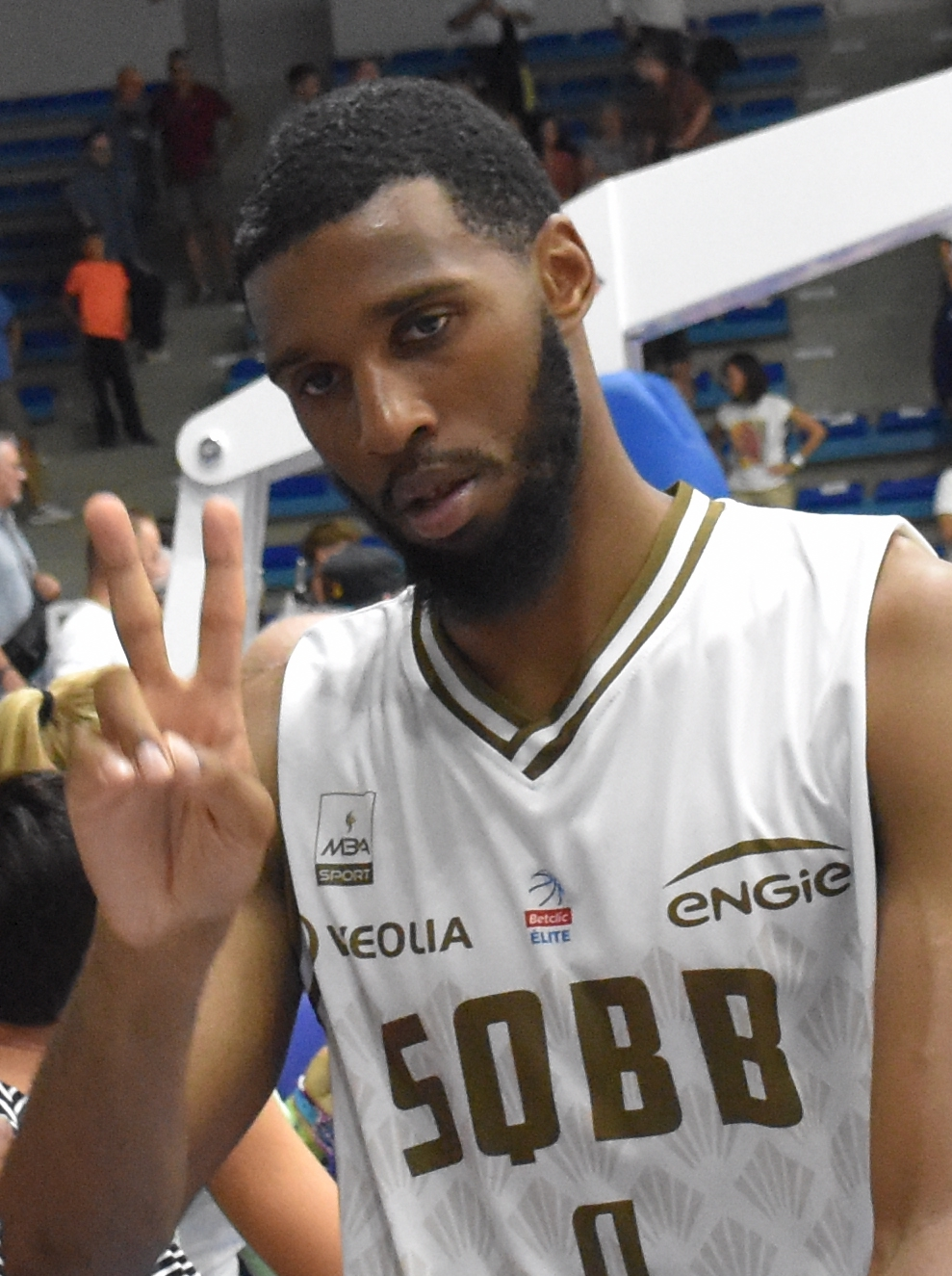
Loïc Schwartz
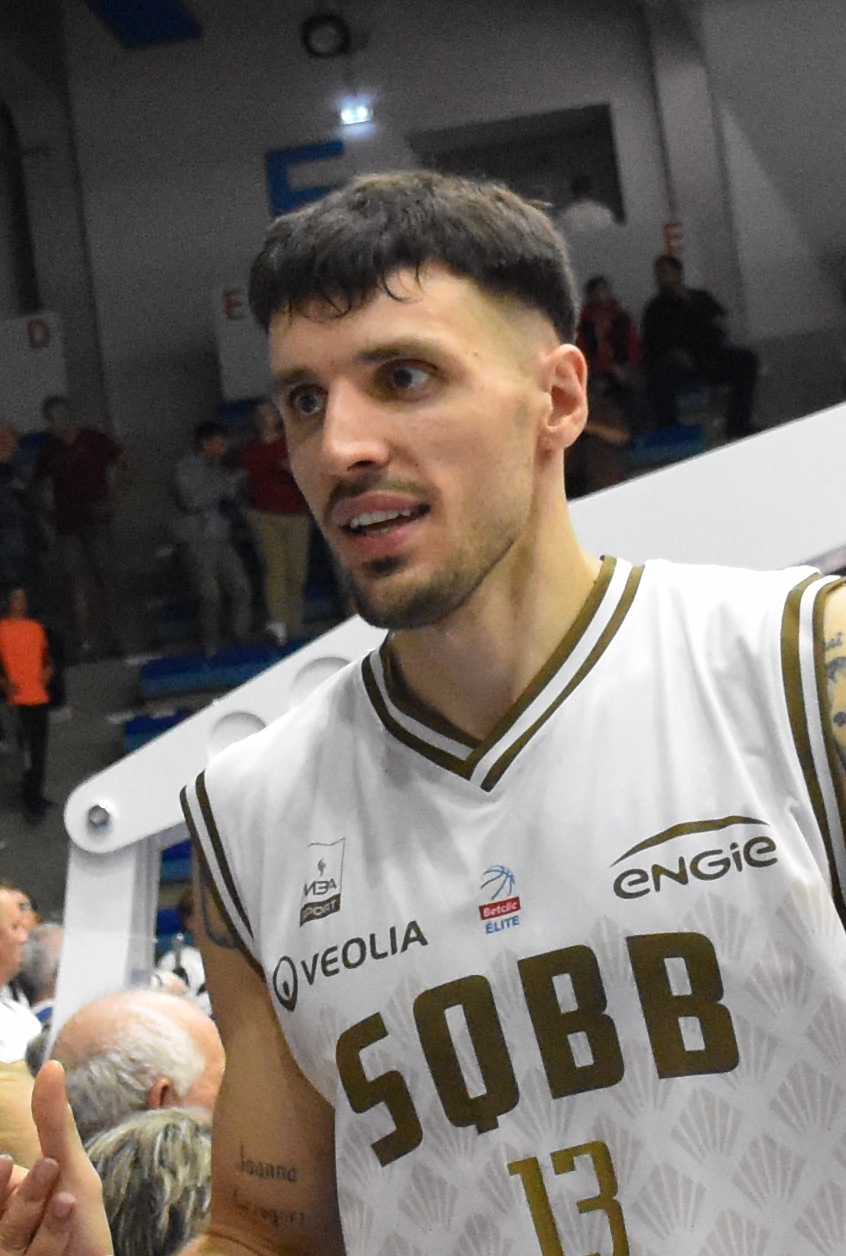
Dominik Olejniczak
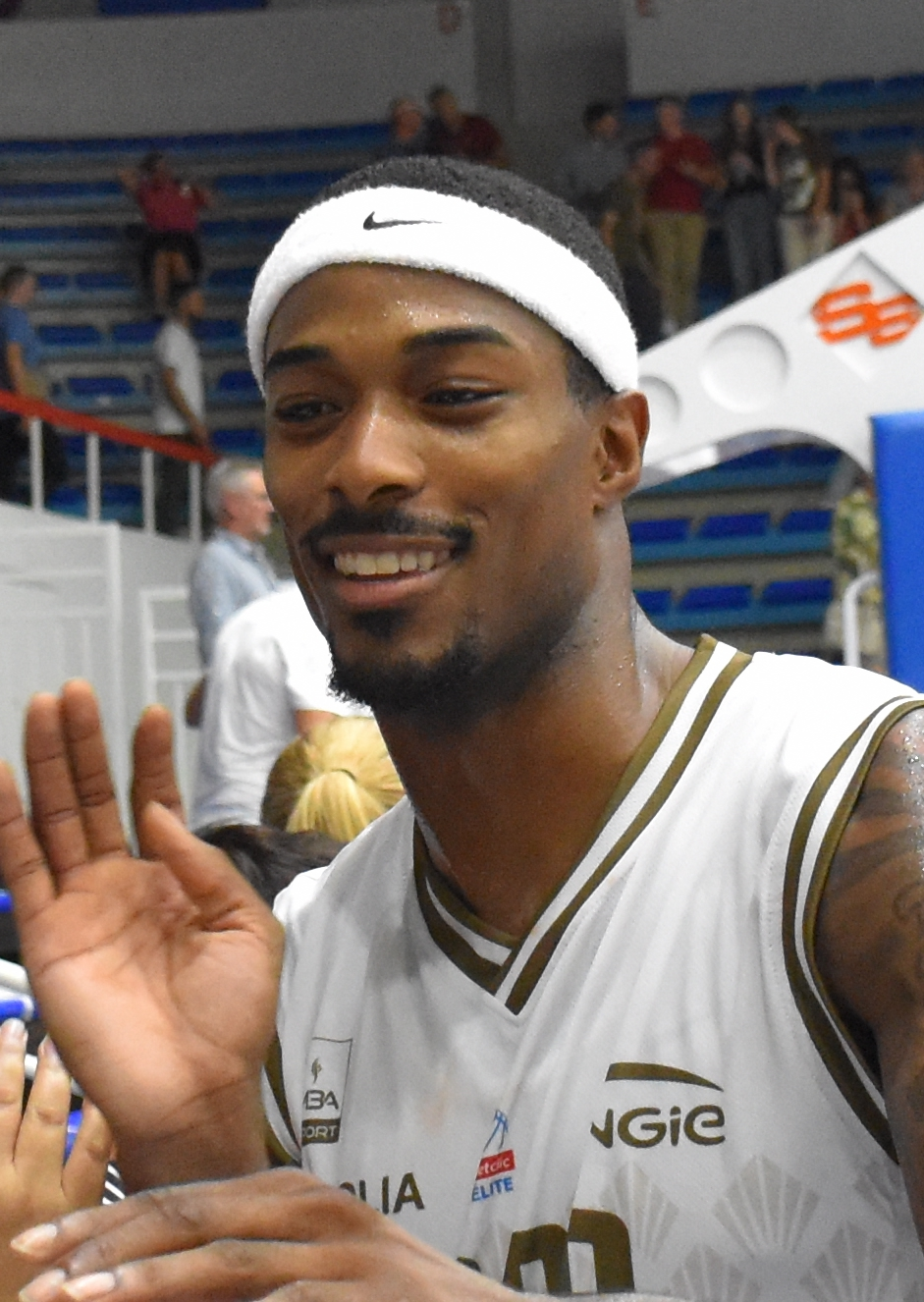
Nate Johnson
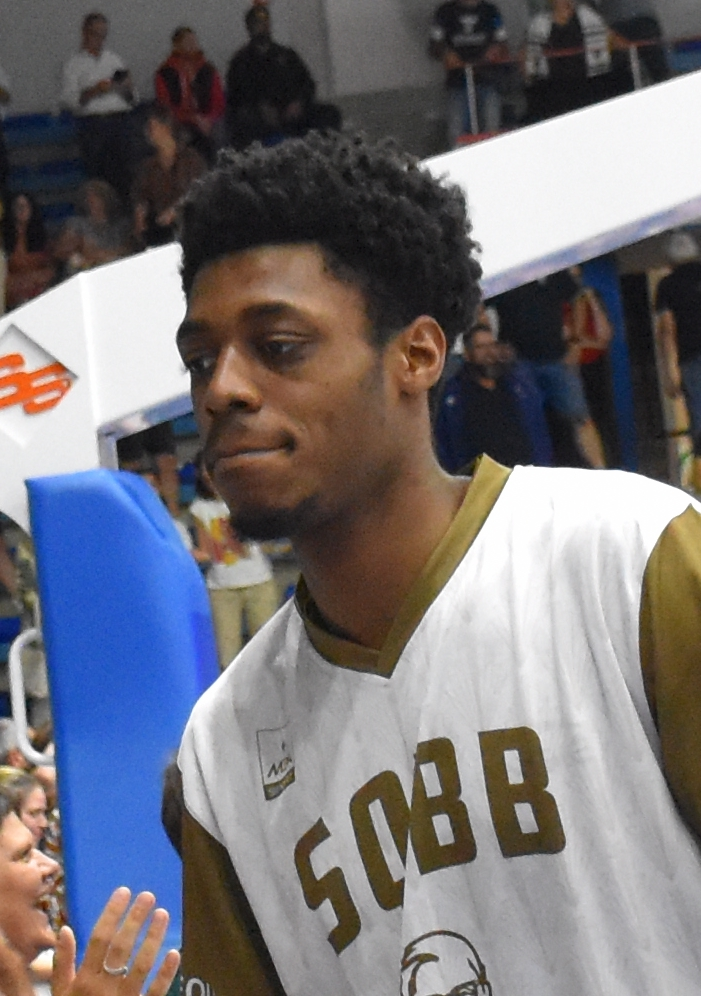
Louis-Alexandre Gouedan
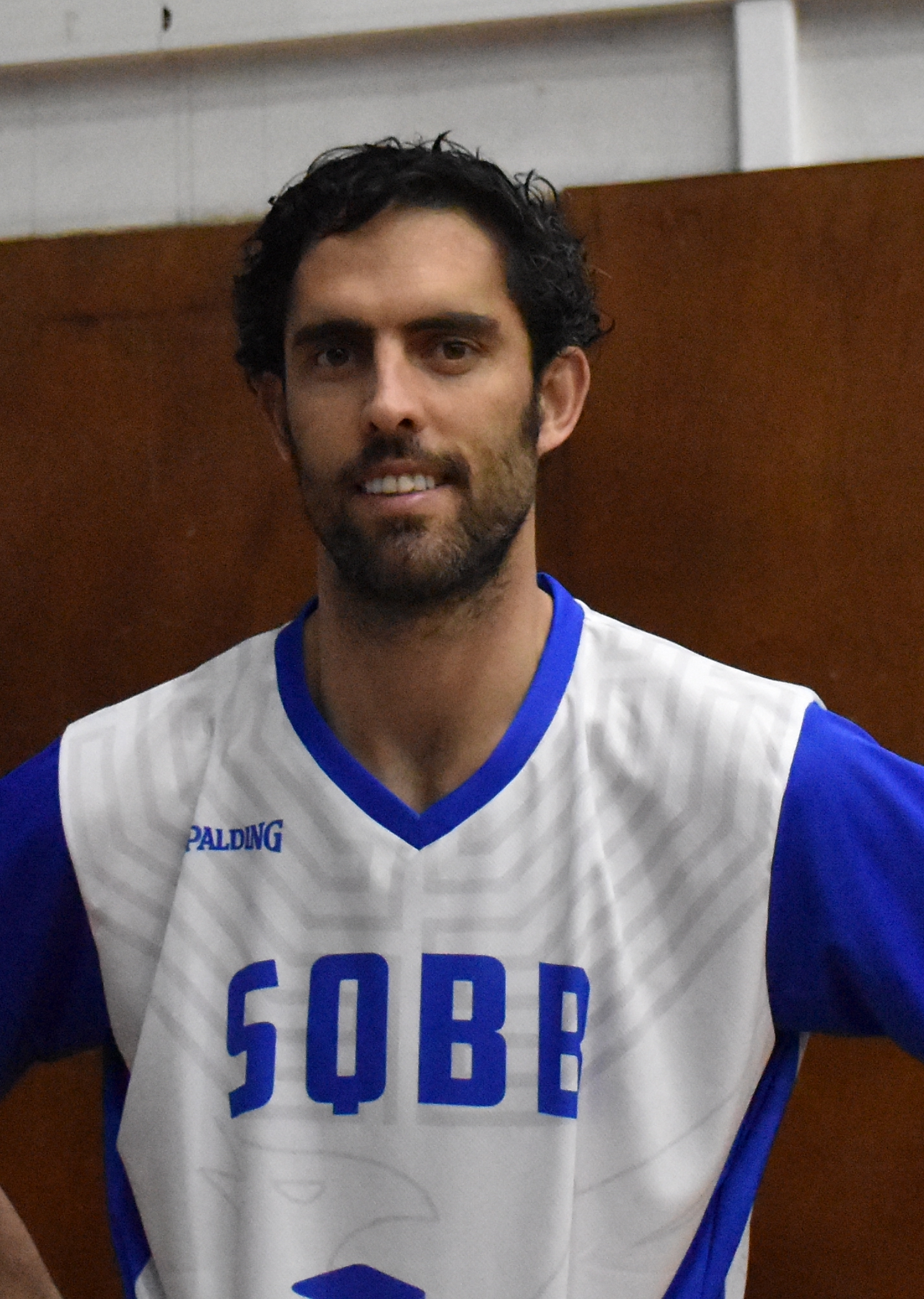
Javier Beirán (saison 2022-2023)
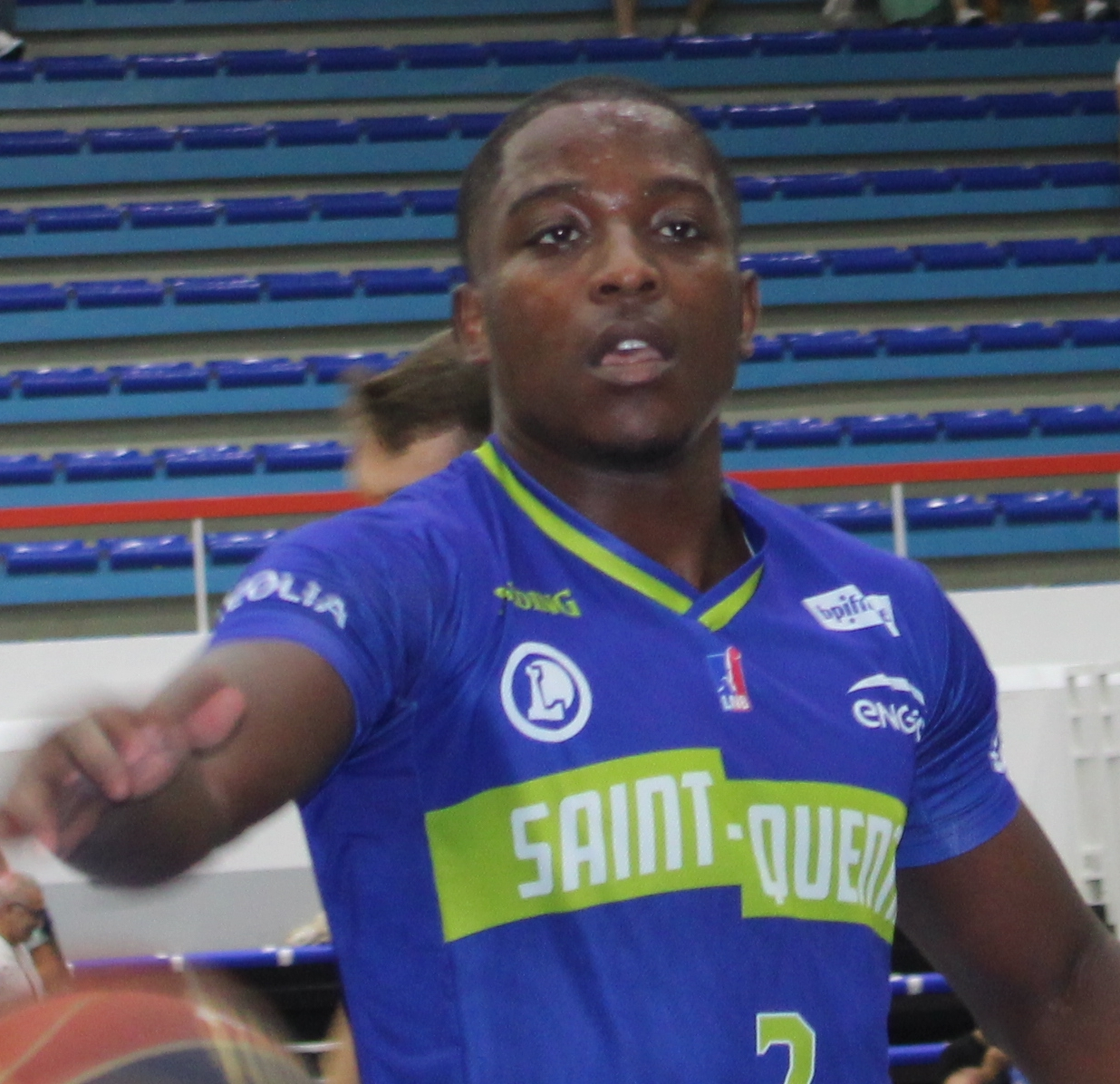
Terrel Gomez (saison 2022-2023)
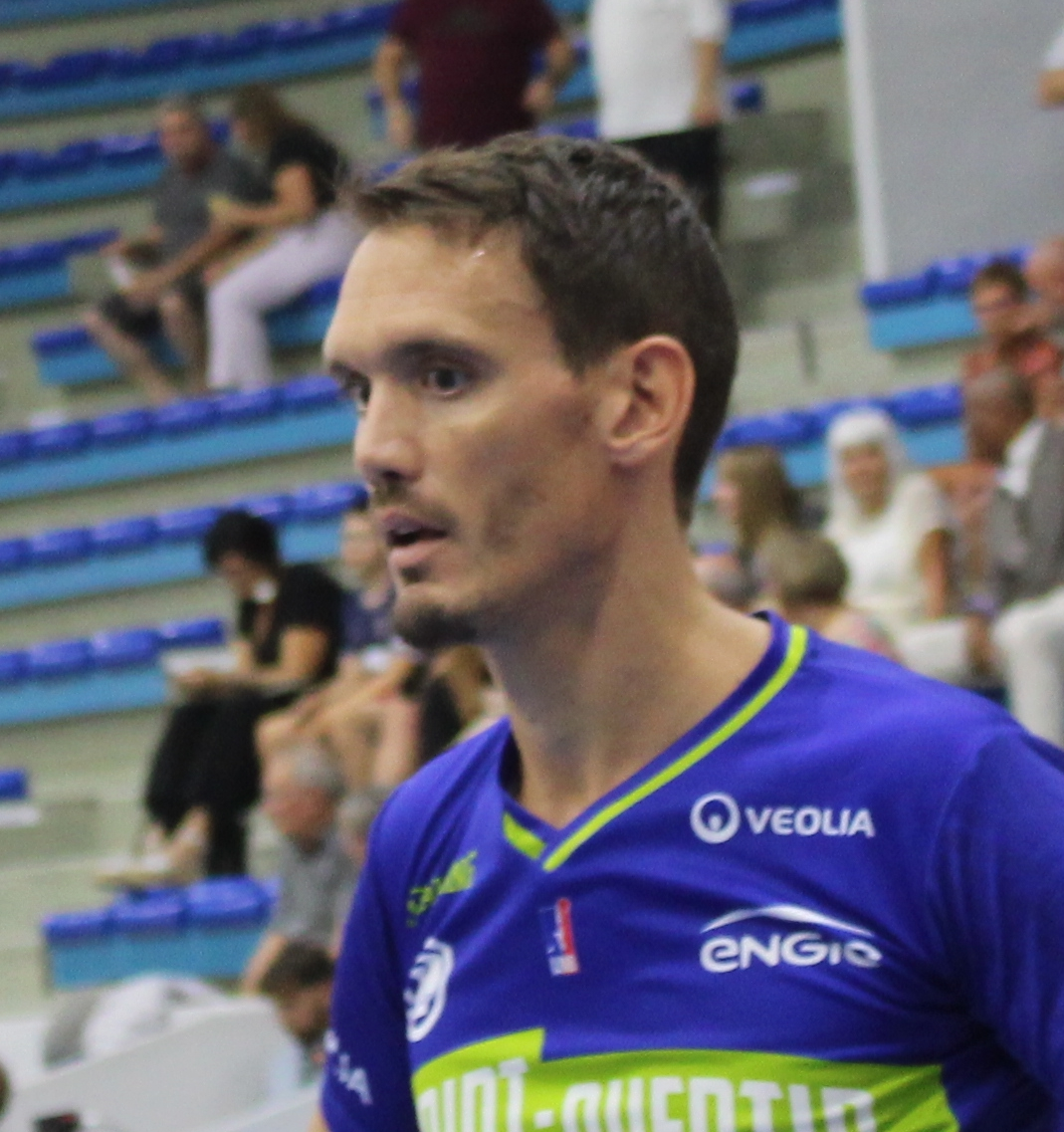
Benoît Gillet (saisons 2017-2023)
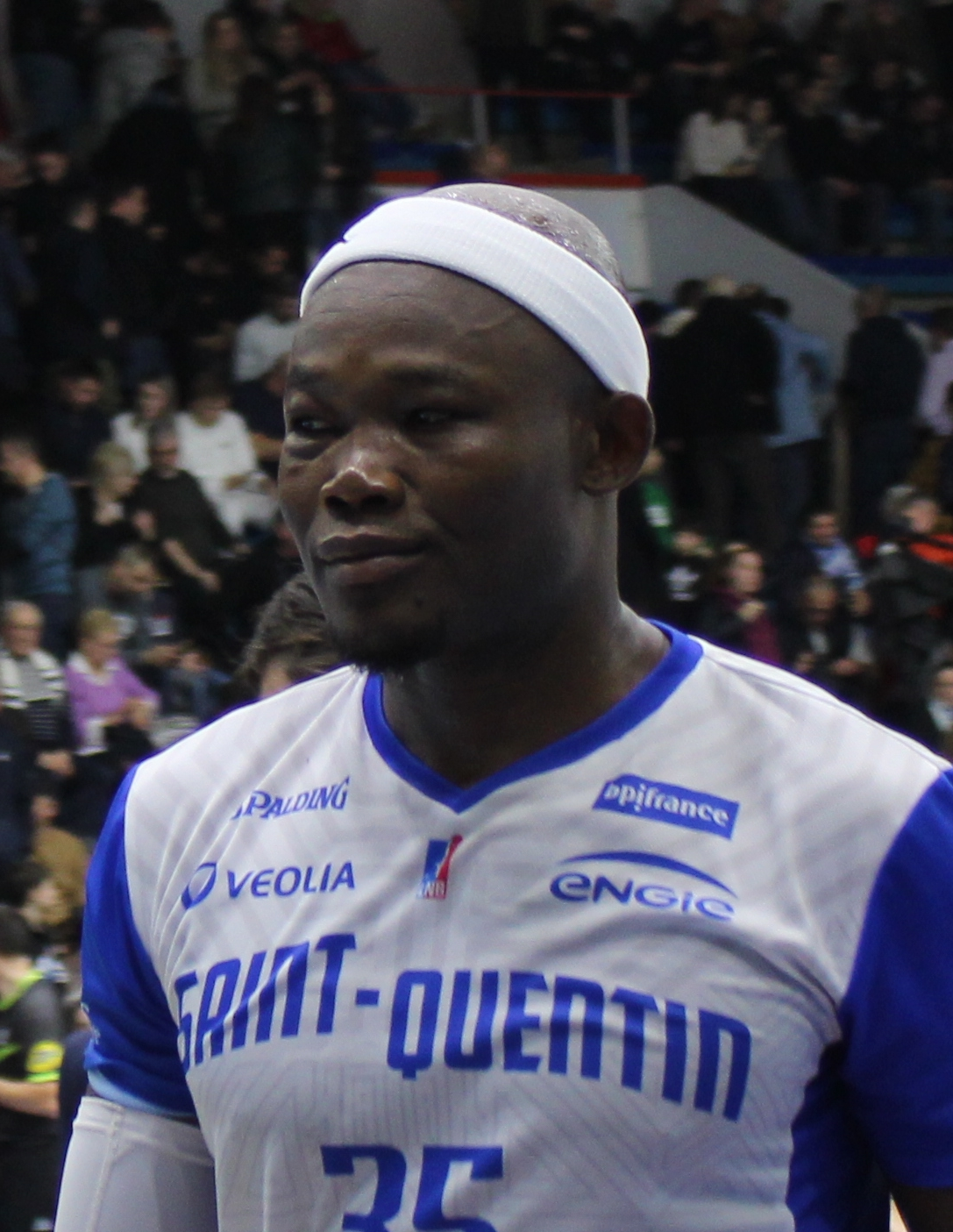
Jimmy Djimrabaye (saison 2022-2023)
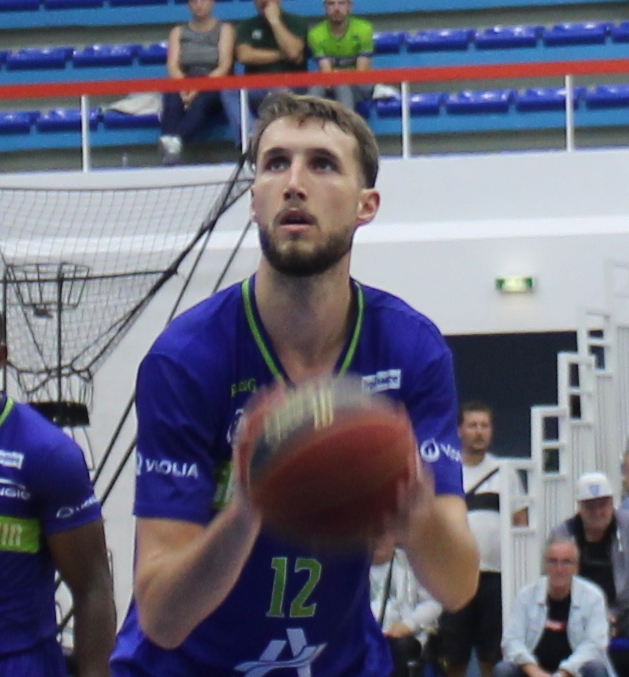
Brandon Horvath (saison 2022-2023)
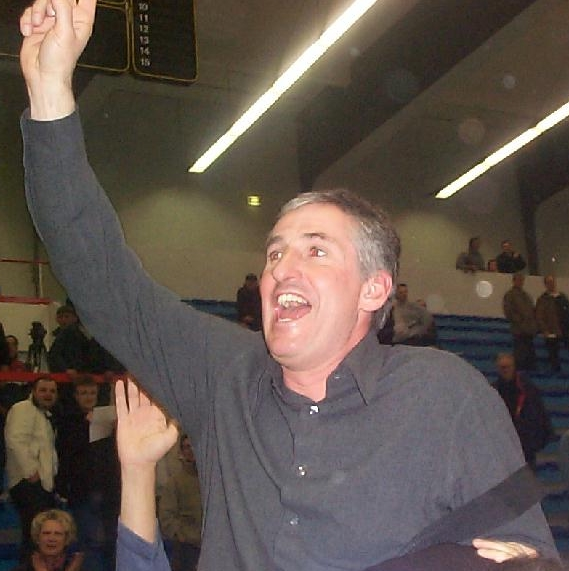
Charlie Auffray savoure la montée en ProB en avril 2001.
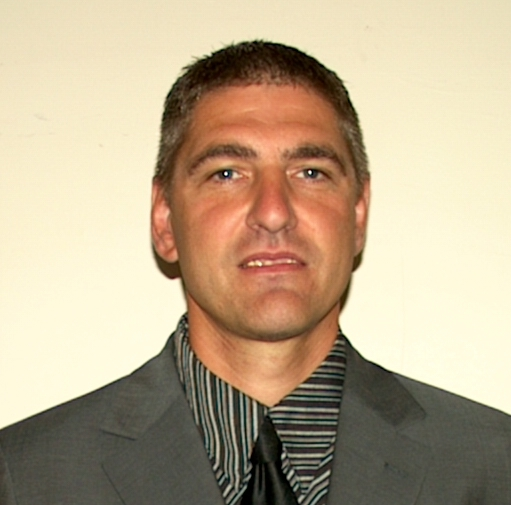
Olivier Hirsch Coach (Saisons 2003-2007).
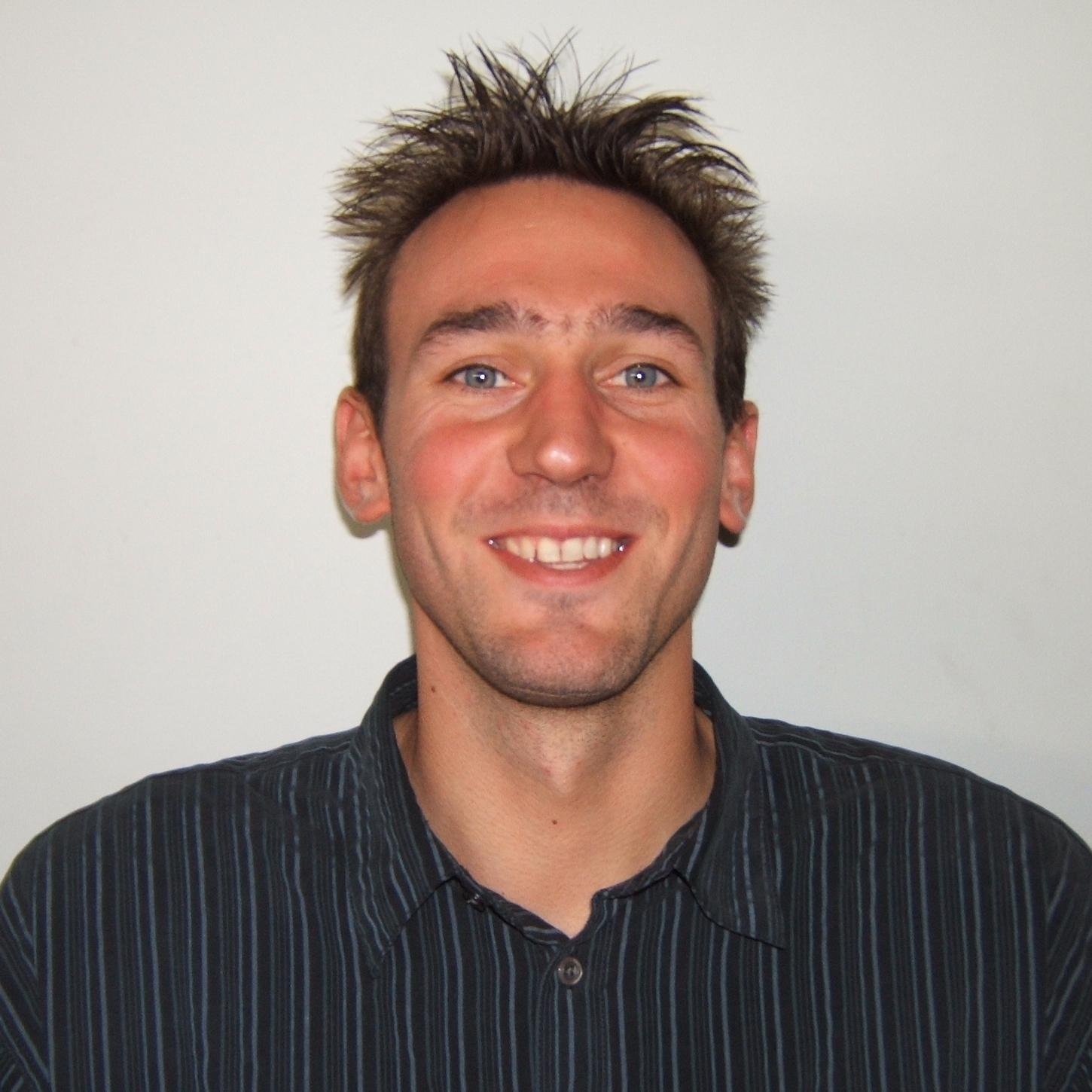
Michaël Déjardin- Adjoint (Saisons 2003-2007).
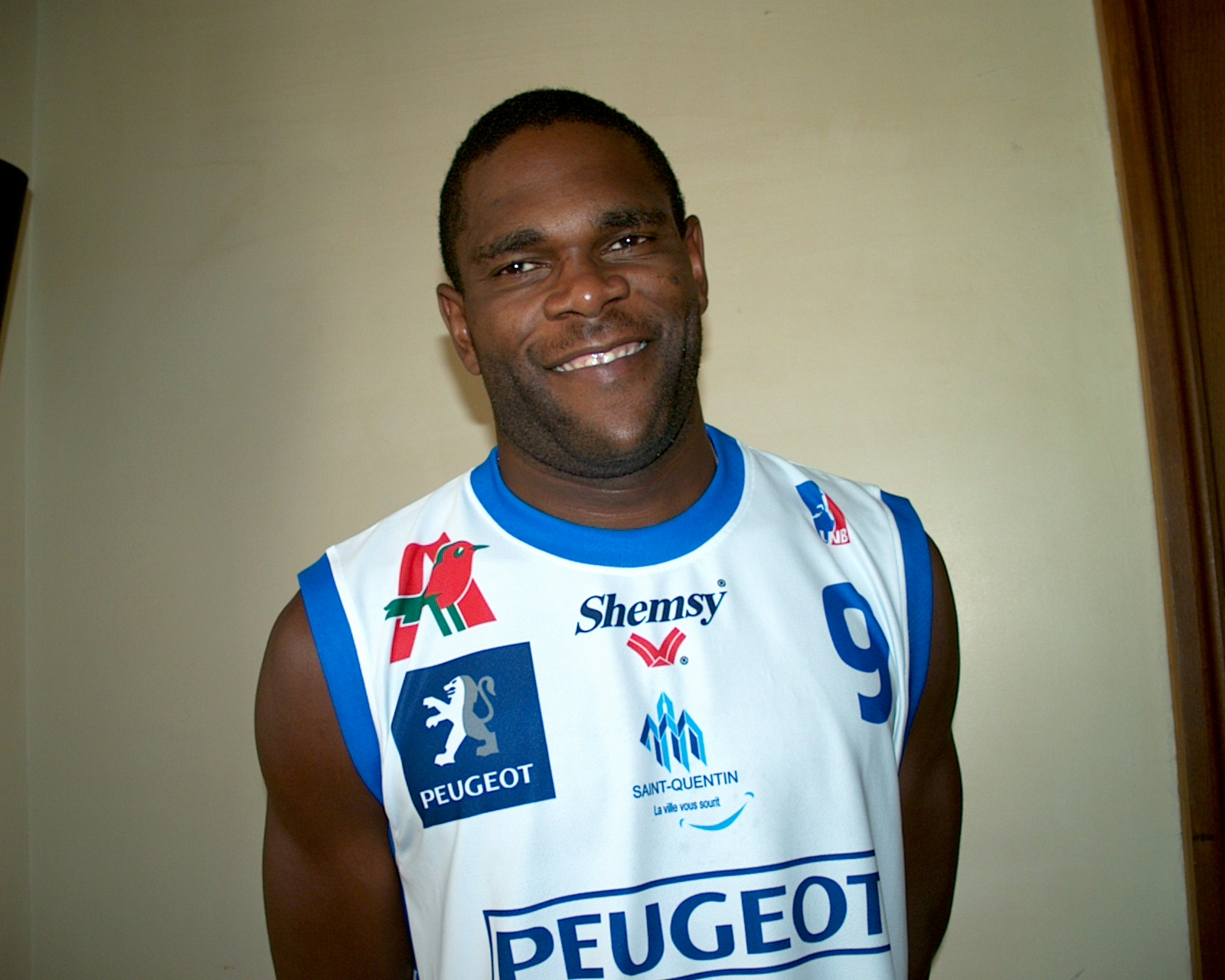
Charles-Henri Grétouce (saisons 2004-2006).
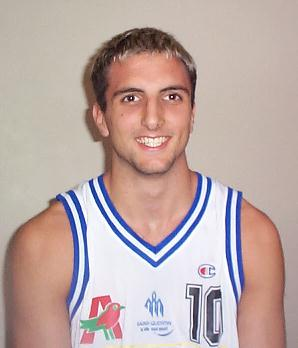
David Frappereau.
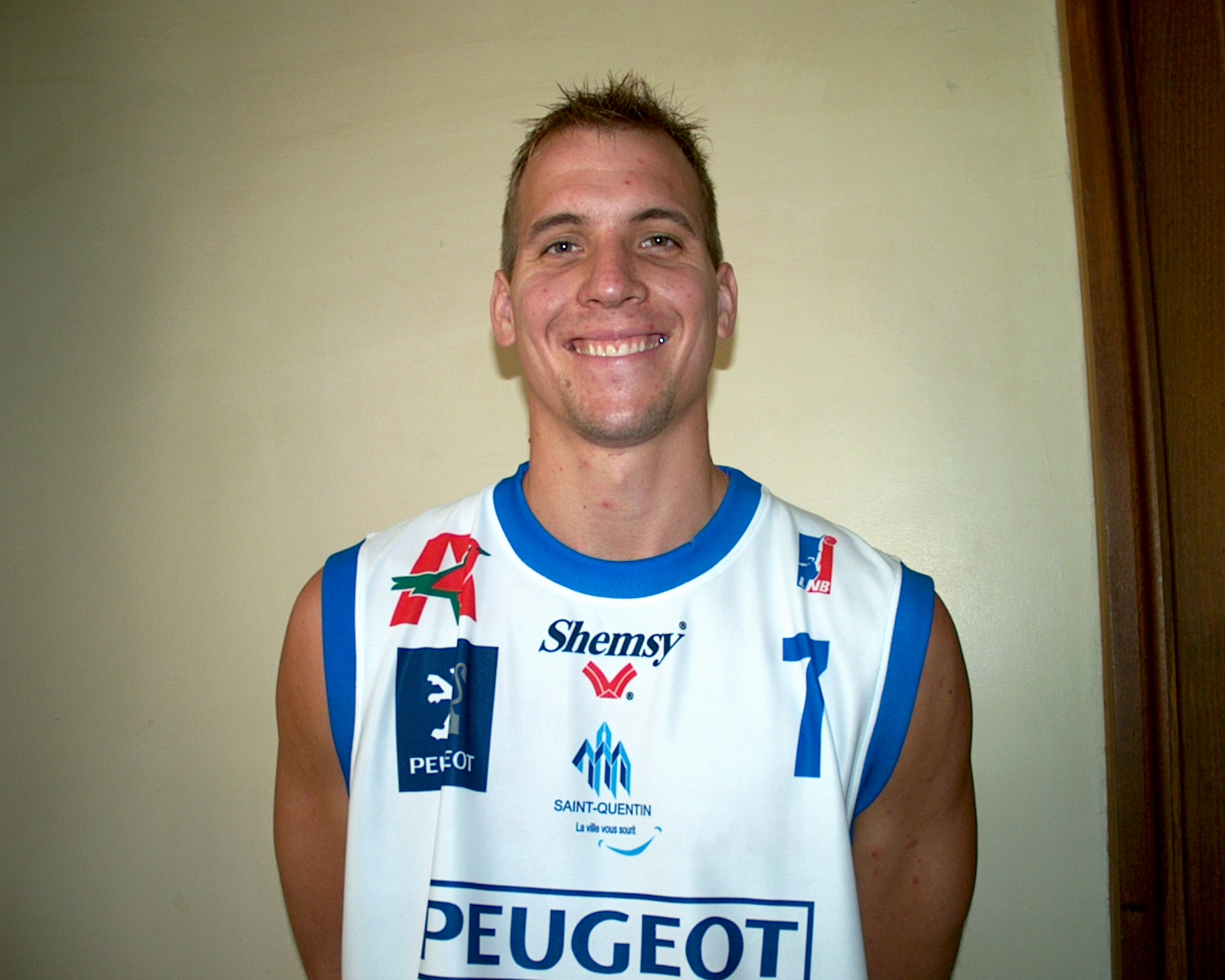
Eric Joldersma (saison 2004-2007).
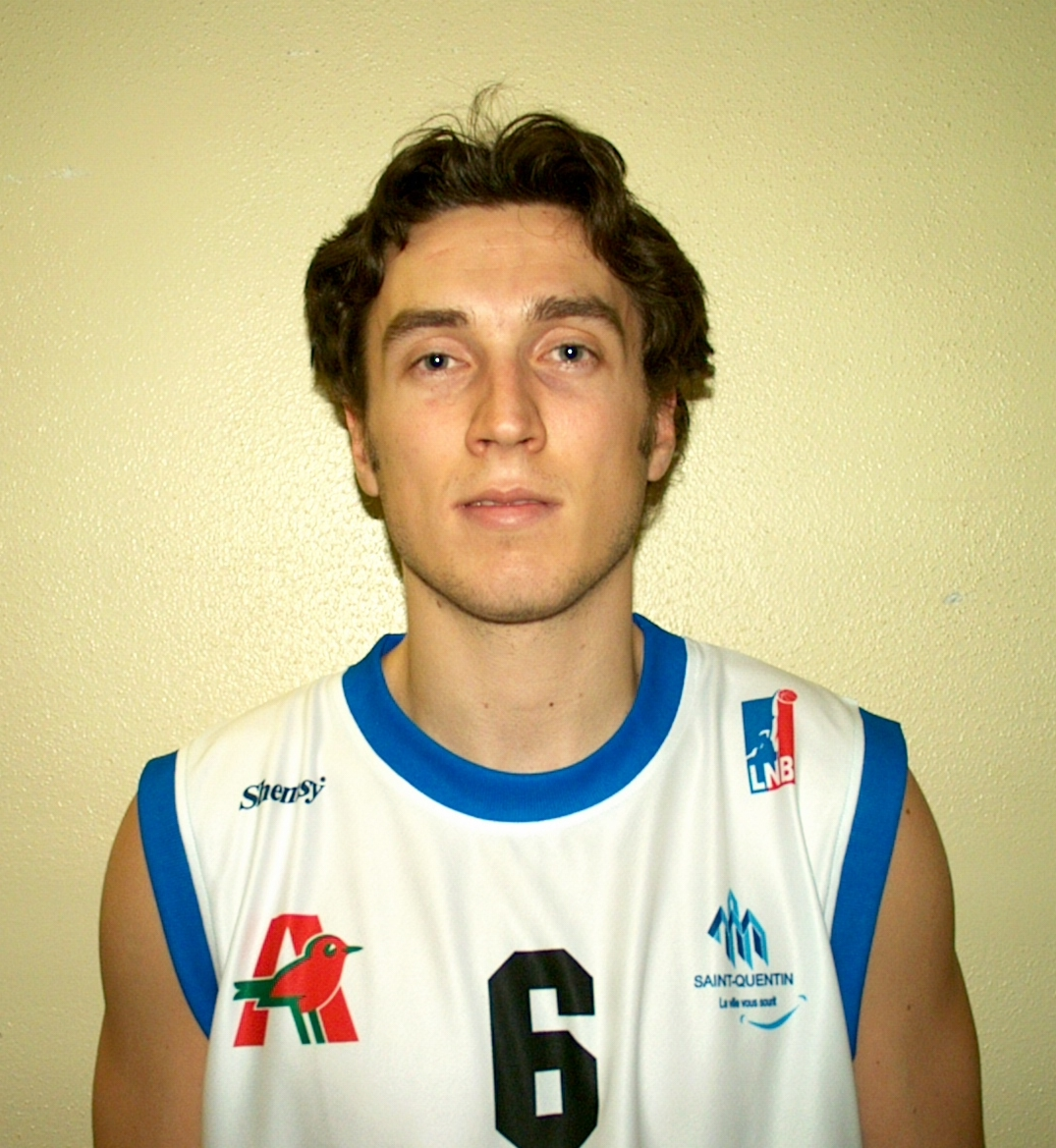
Romain Tillon (saisons 2005-2008)
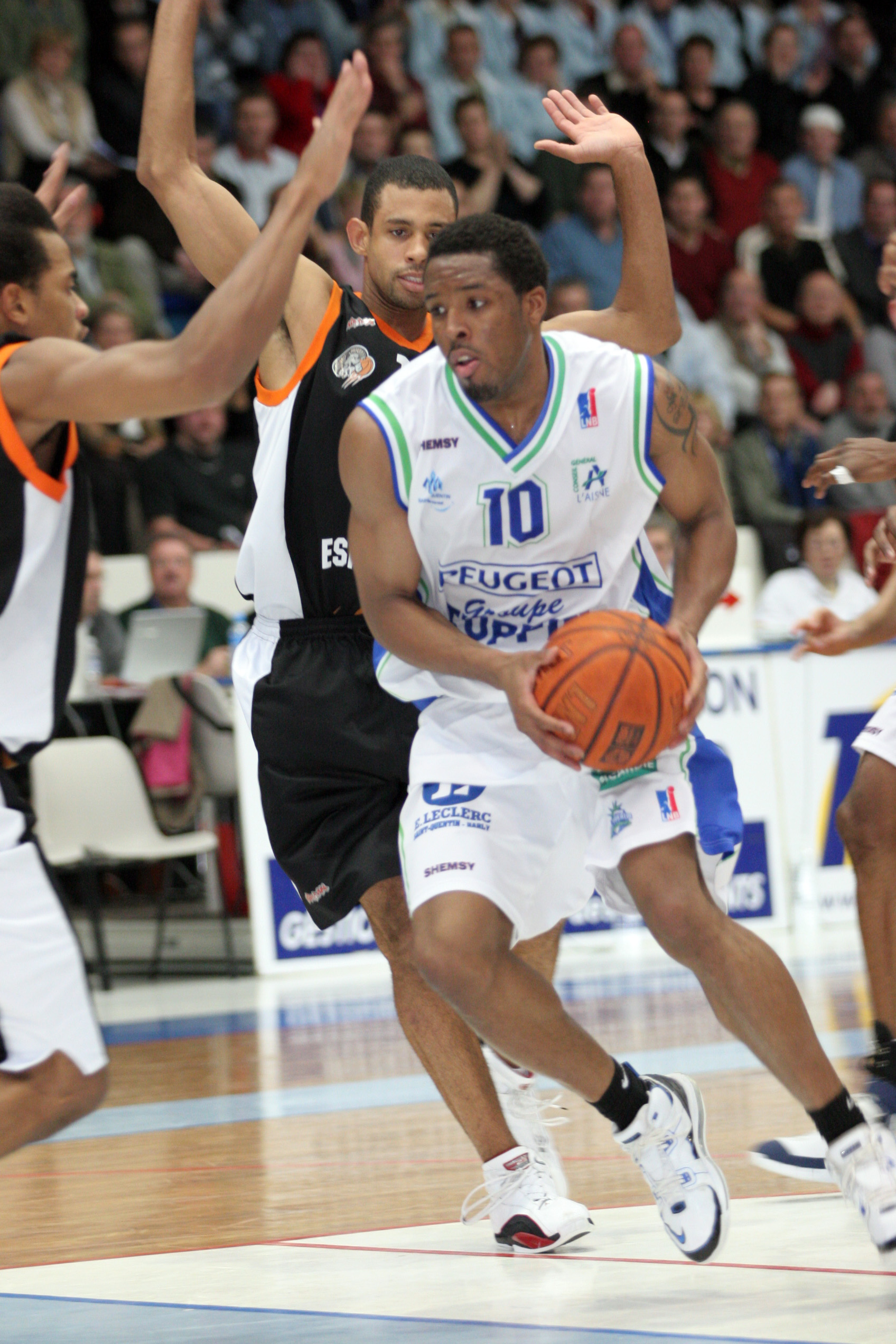
Errick Craven (Saison 2006-2007).
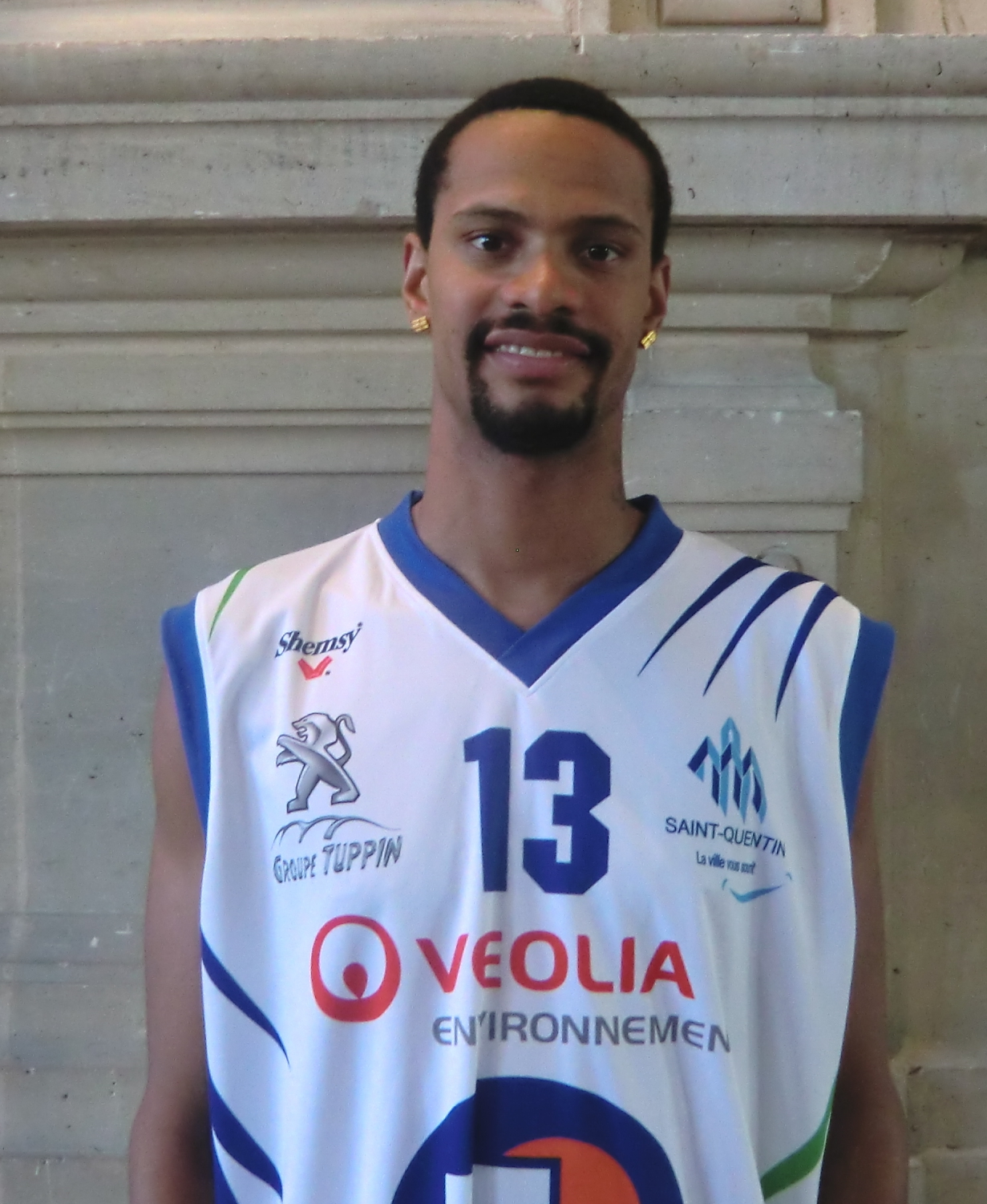
Gilles Sylvain (saisons 2009-2013).
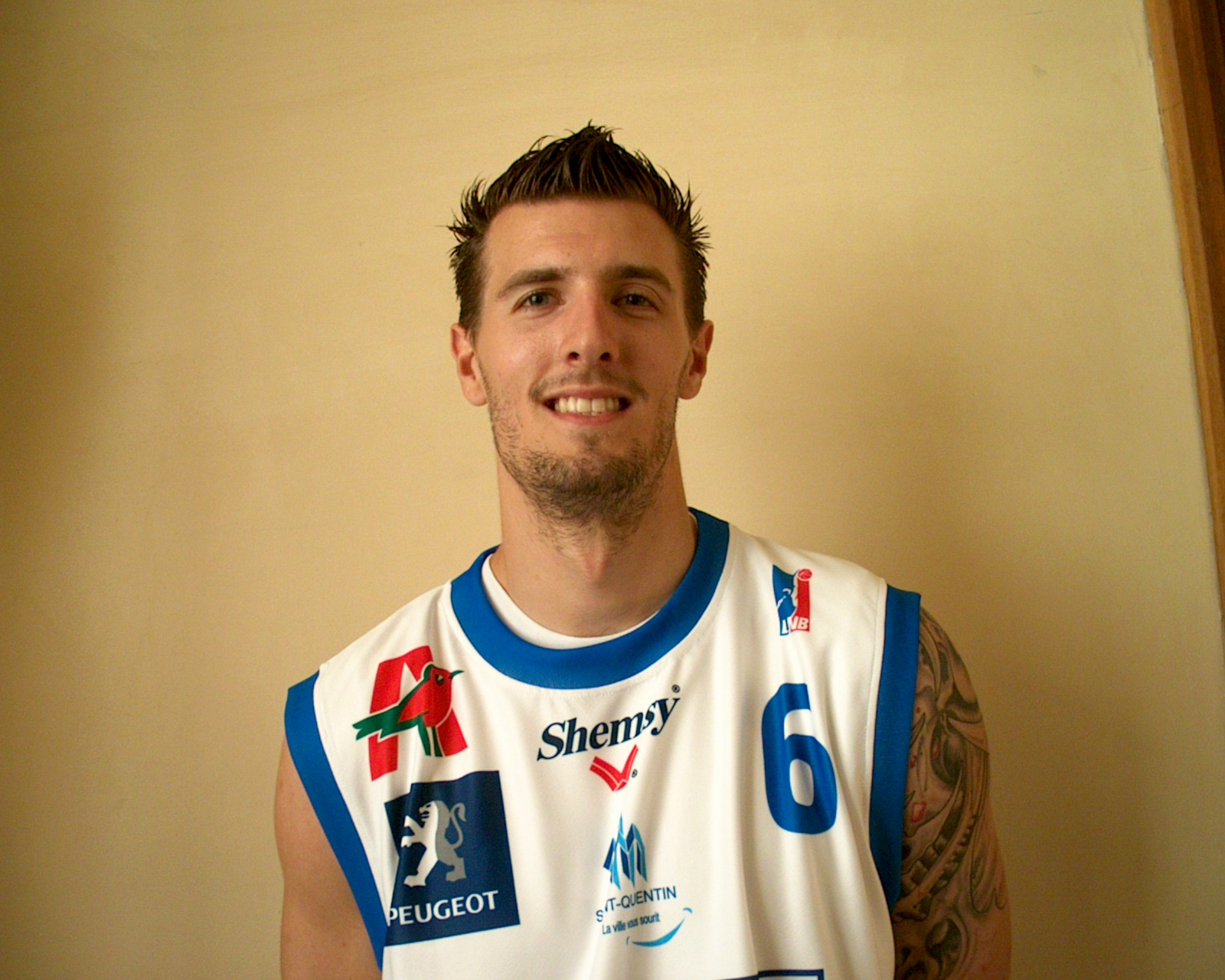
Guillaume Szaszczak (Saison 2004-2005).
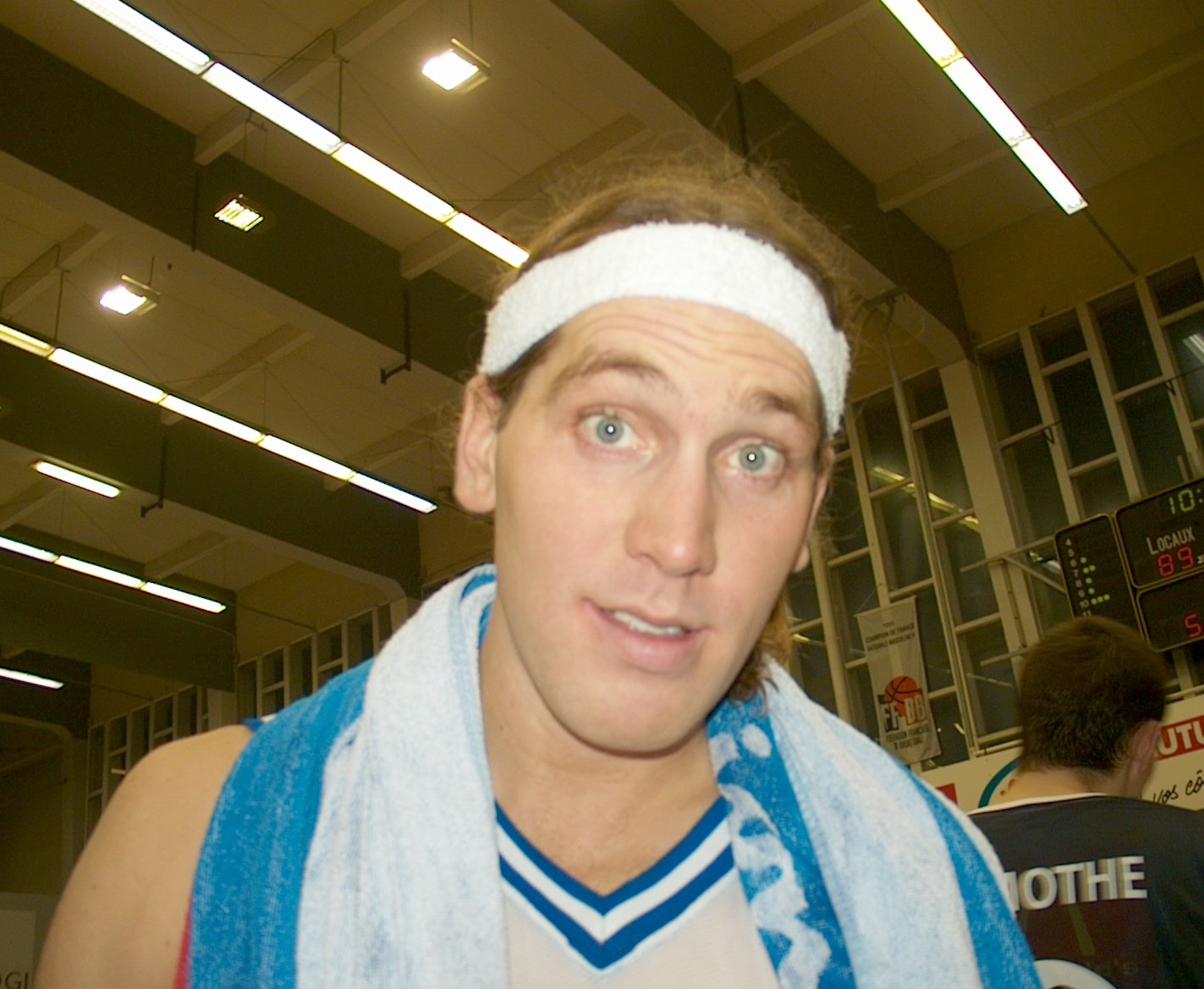
Jacob Jaacks (saison 2001-2002).
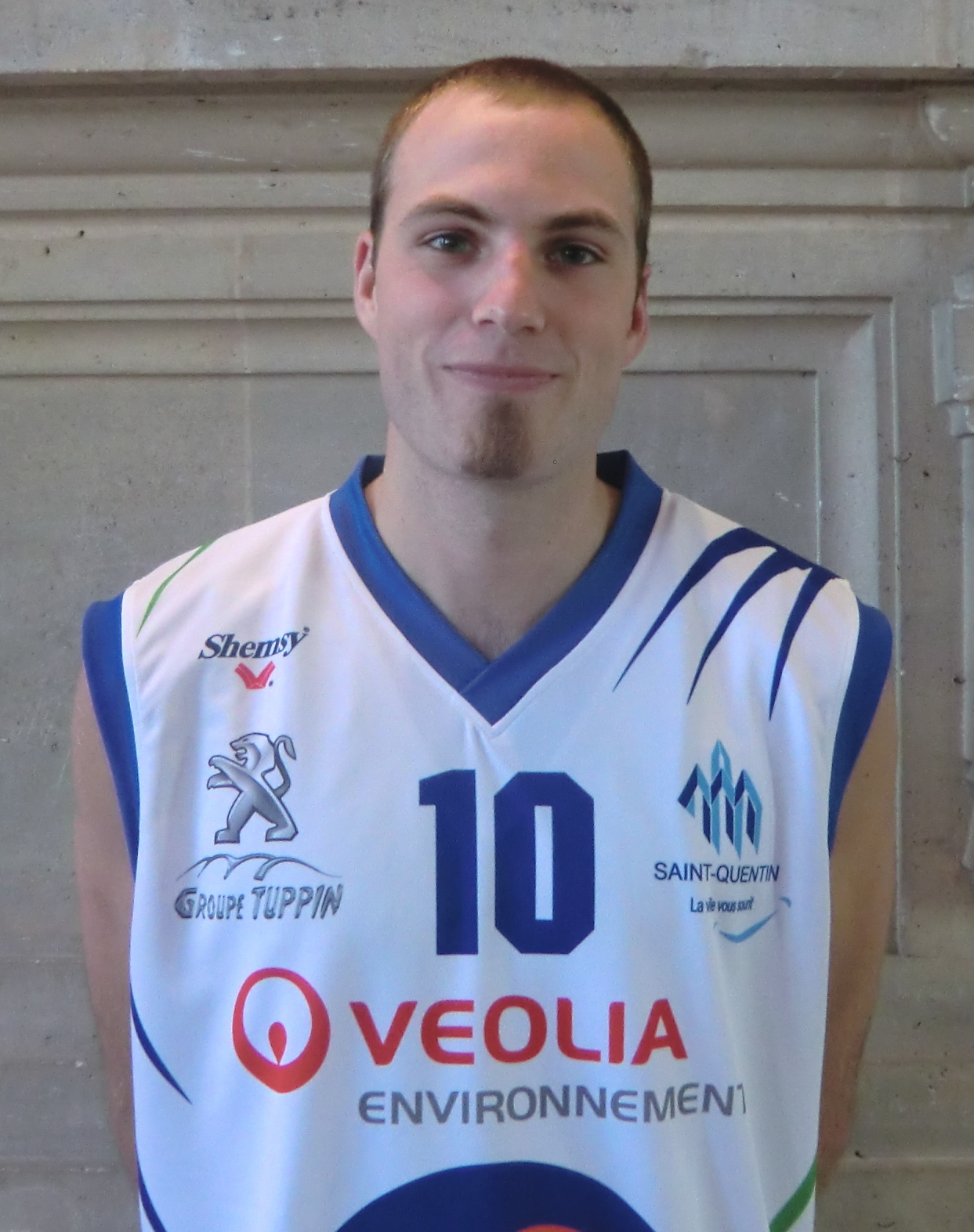
Jason Bach (saison 2010-2011).
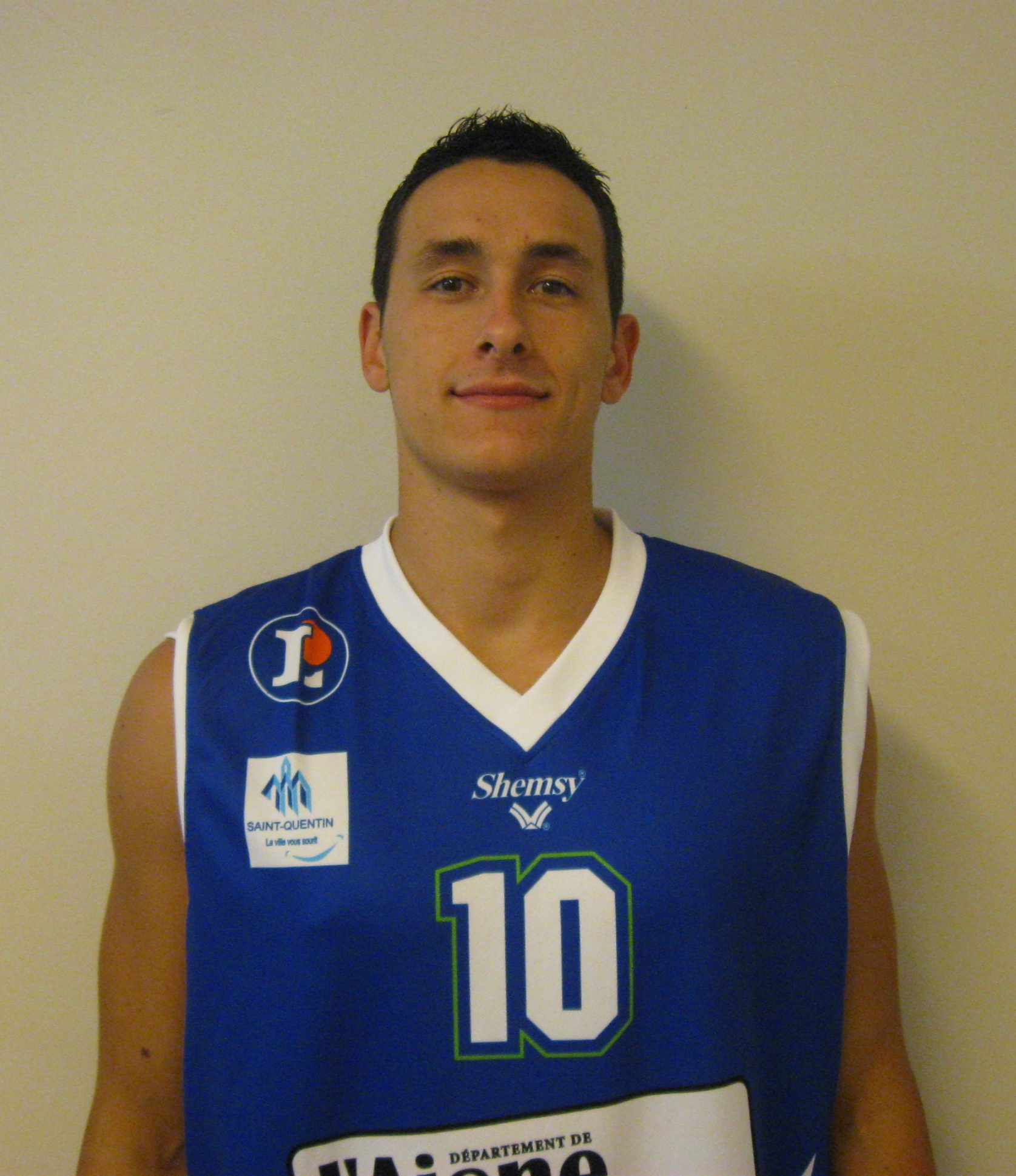
Kevin Bichard (saisons 2011-2013).
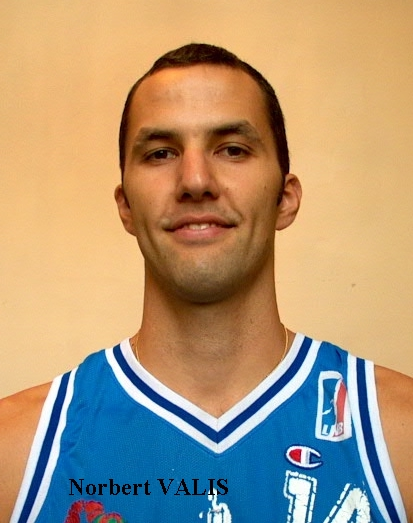
Norbert Valis (Saison2002-2003).
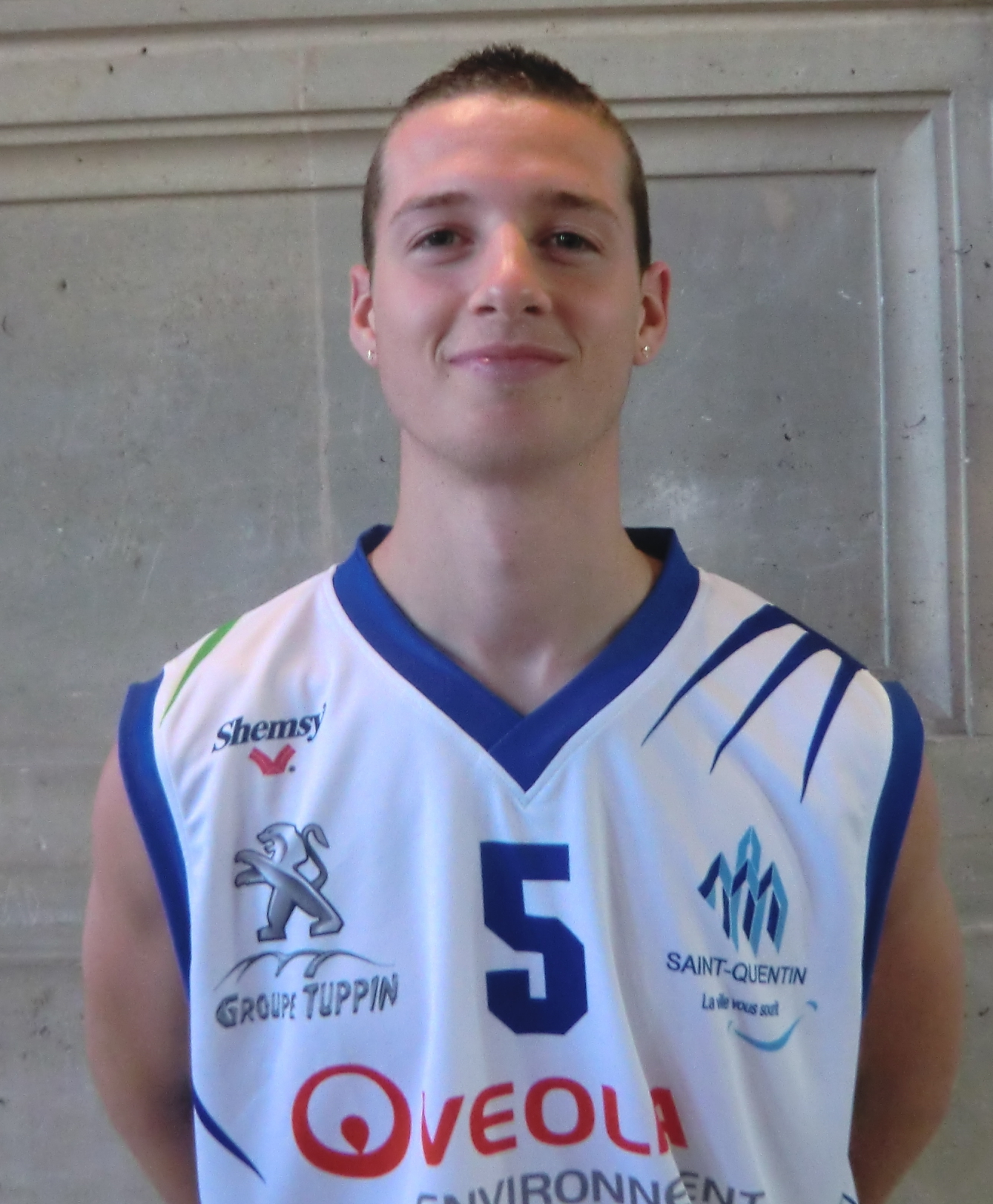
Olivier Romain (Saison2010-2011).
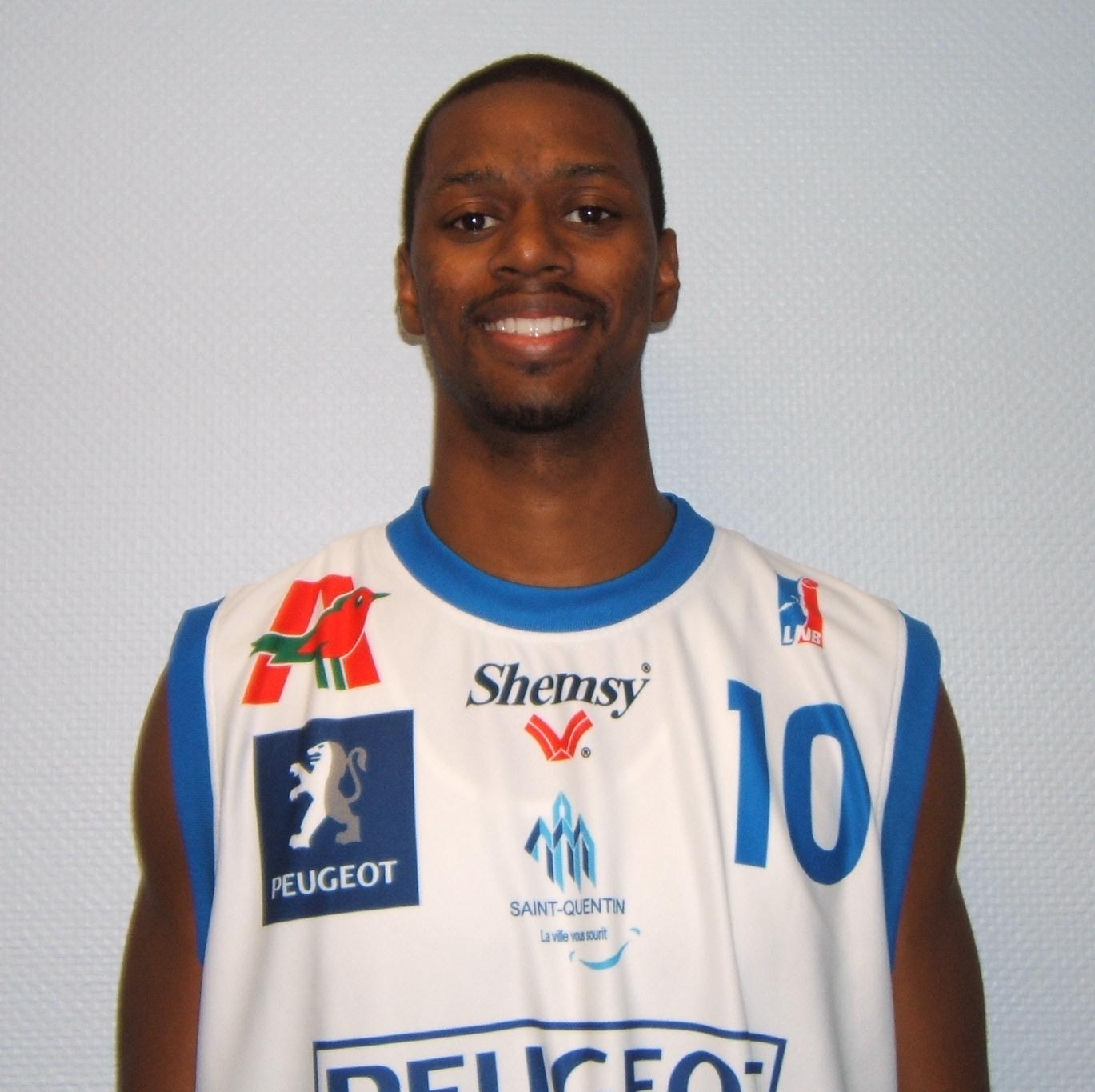
Pierre Wooten (saison 2005-2006).
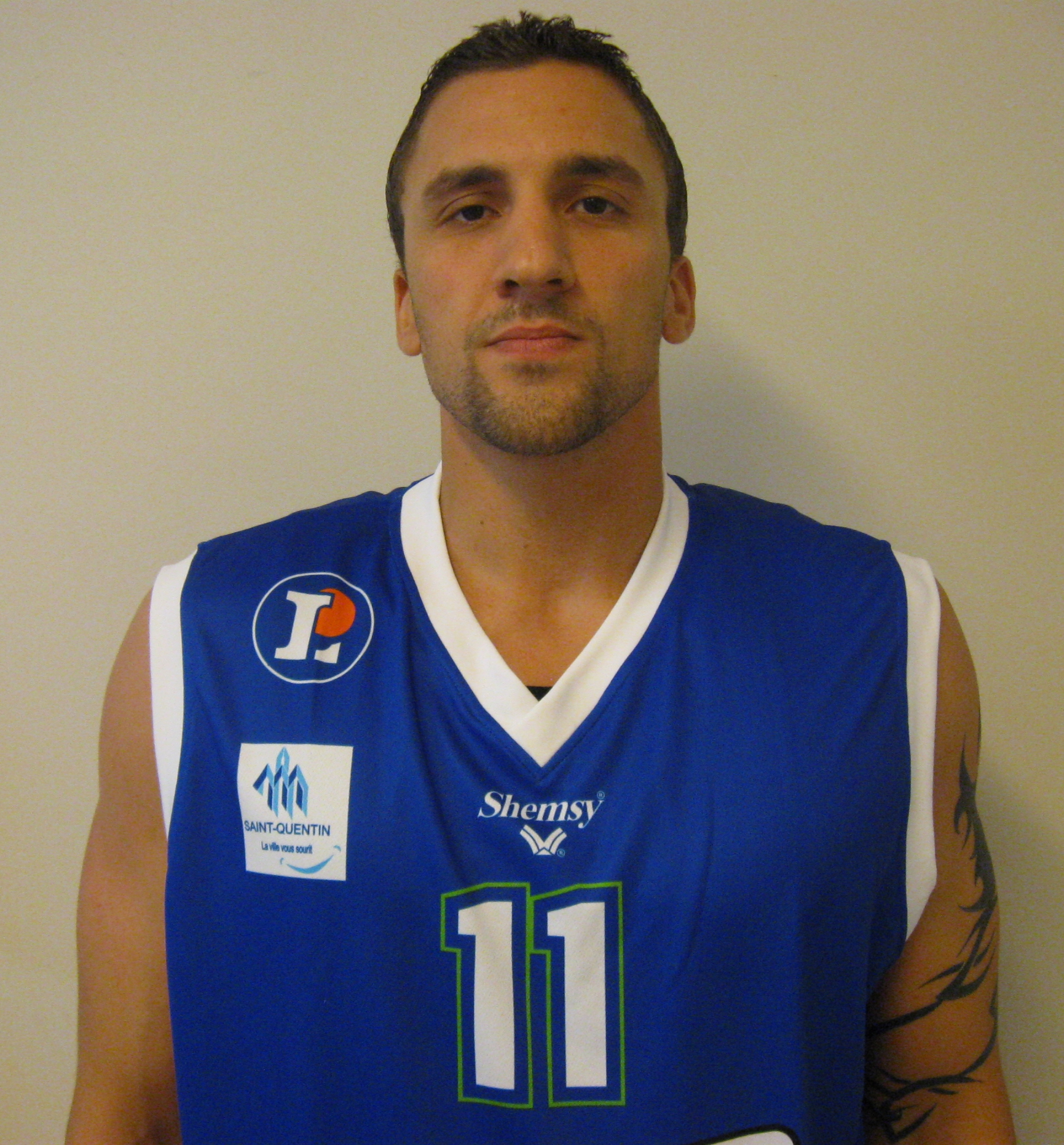
Julien Lesieu (Saisons 209-2015).
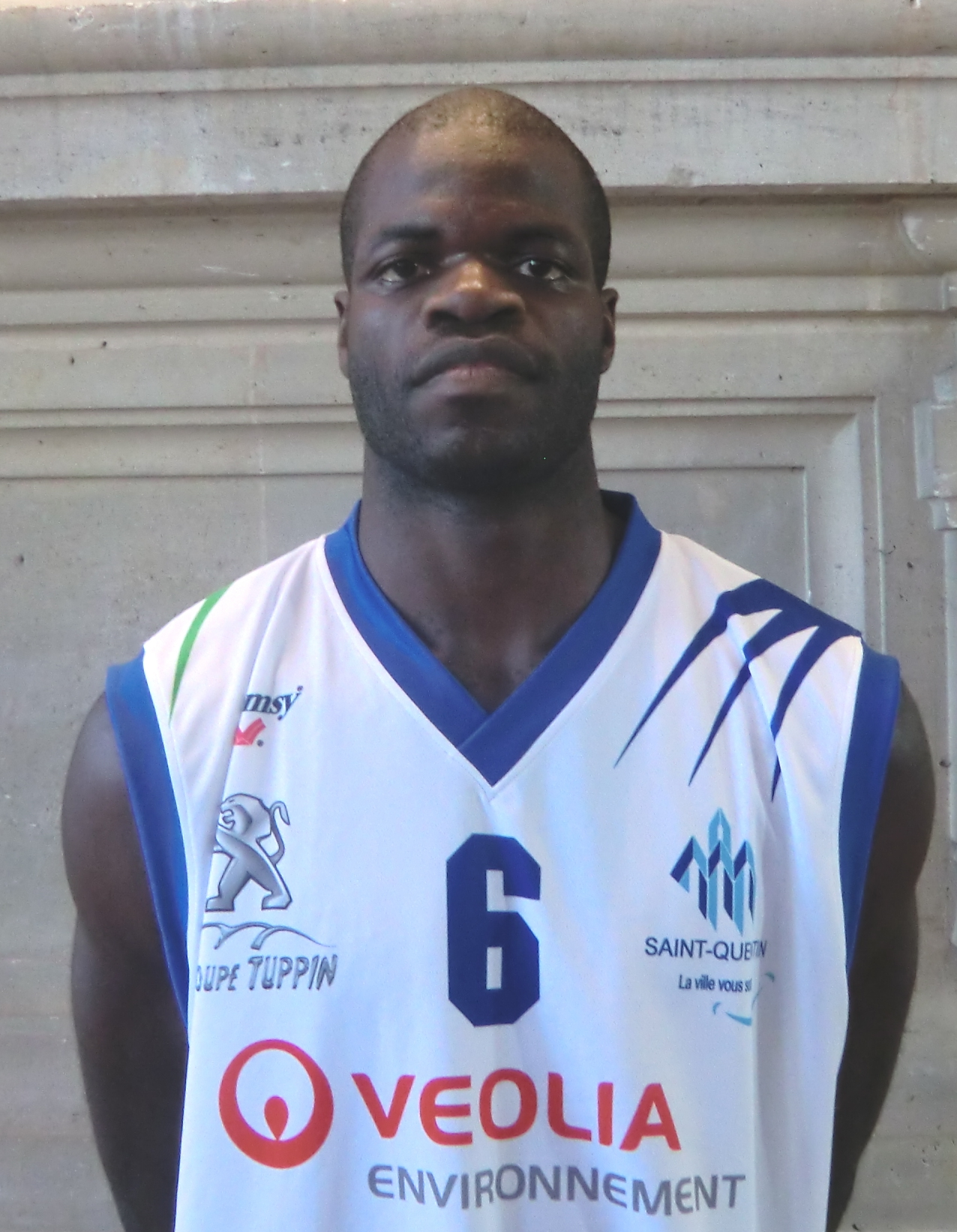
Roland N'Kembe (Saison2010-2011).
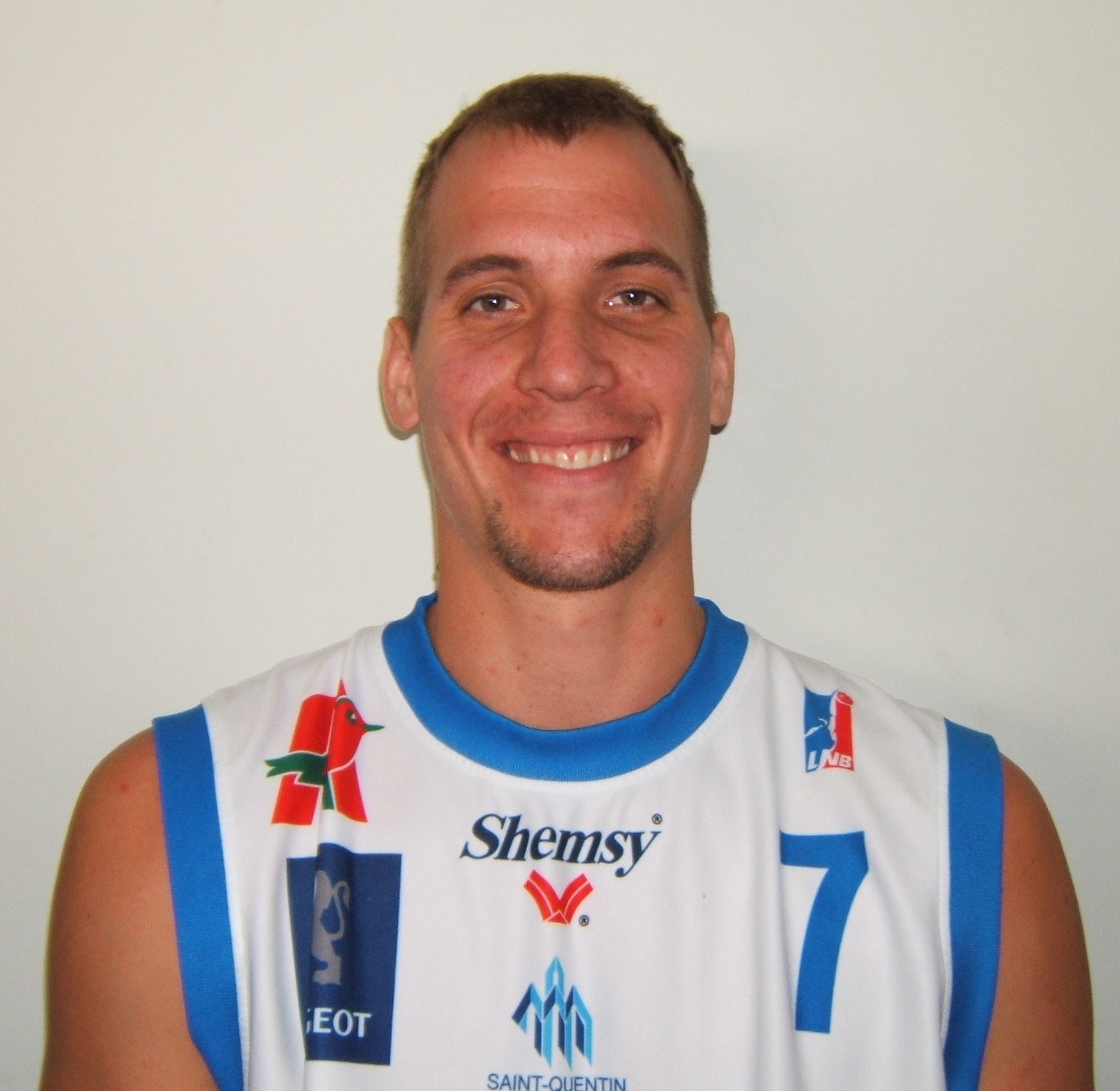
Eric Joldersma (Saisons 20O4-2007).
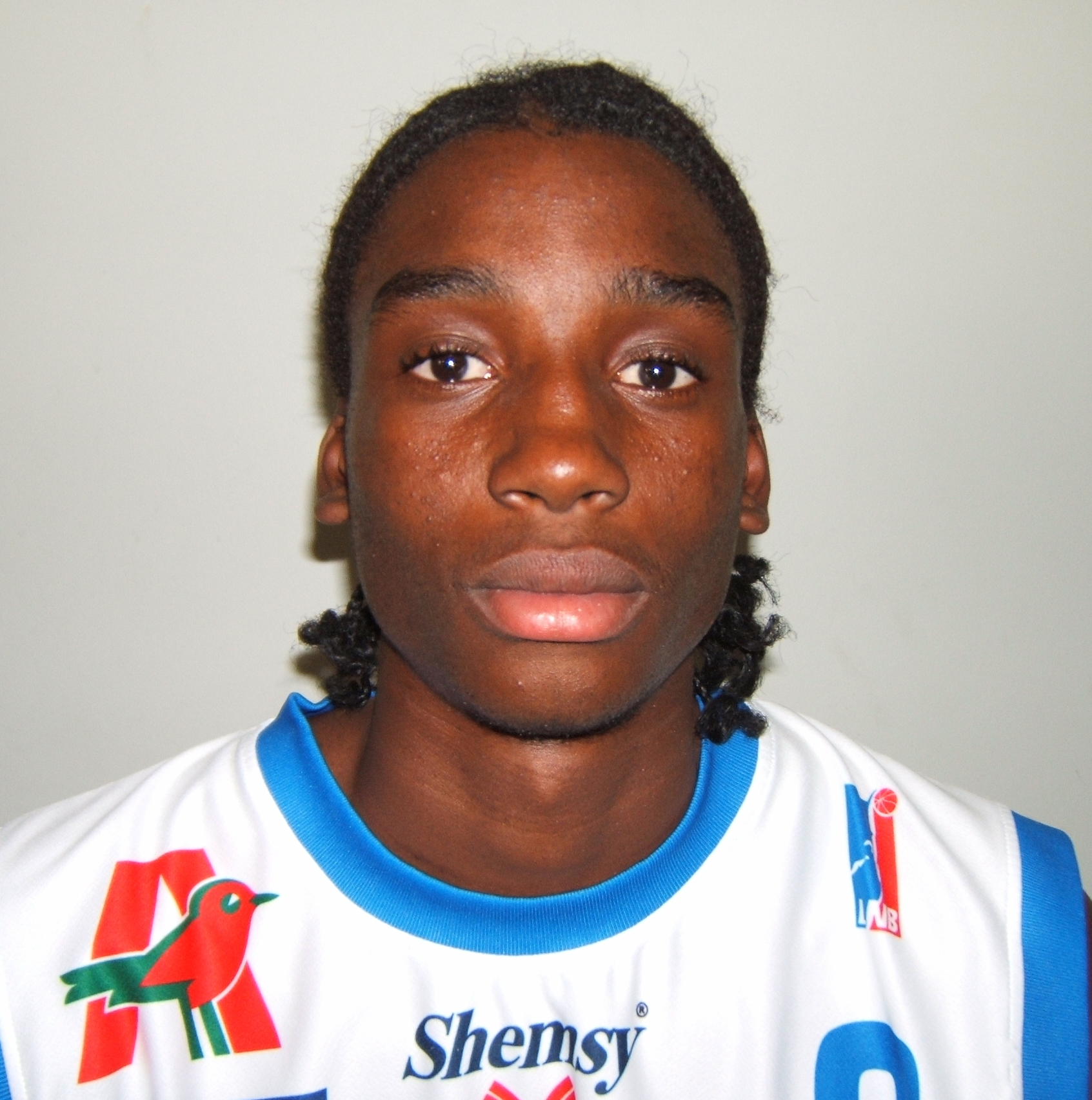
Bianco MATANGA (Saison 2006-2007).
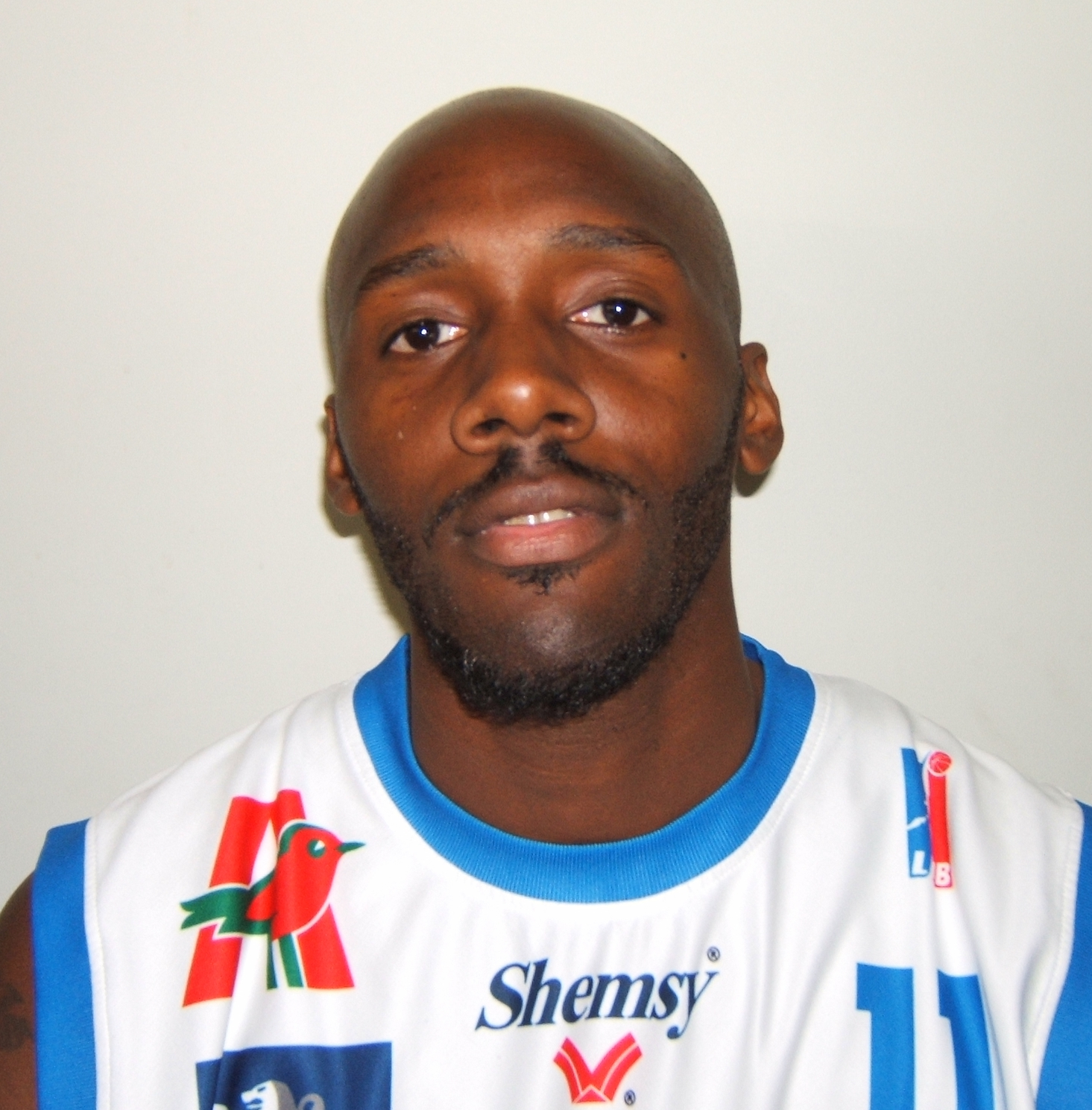
Christopher Cologer (Saison 2006-2007).
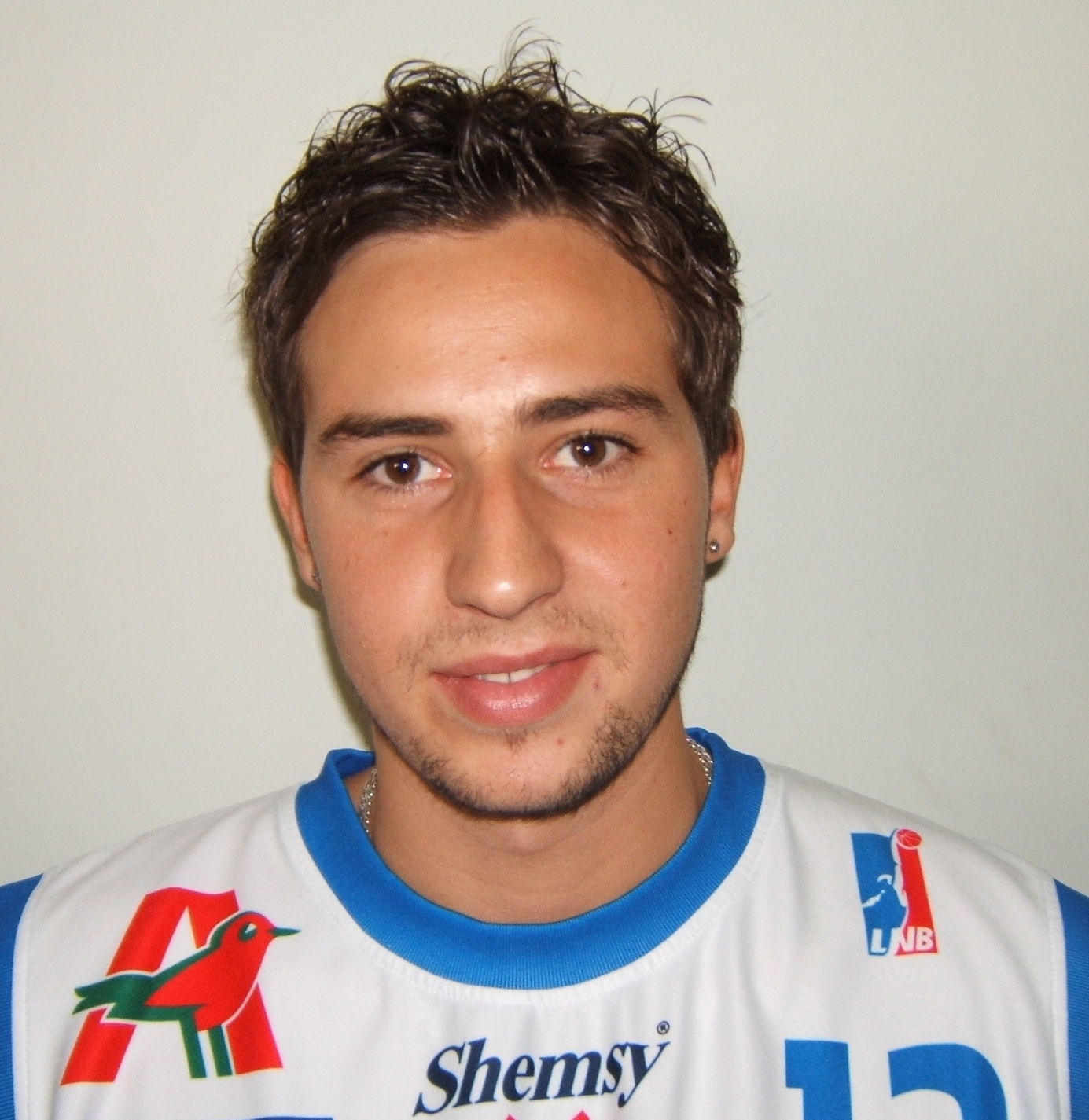
Cyril Moulin (Saison 2006-2007).
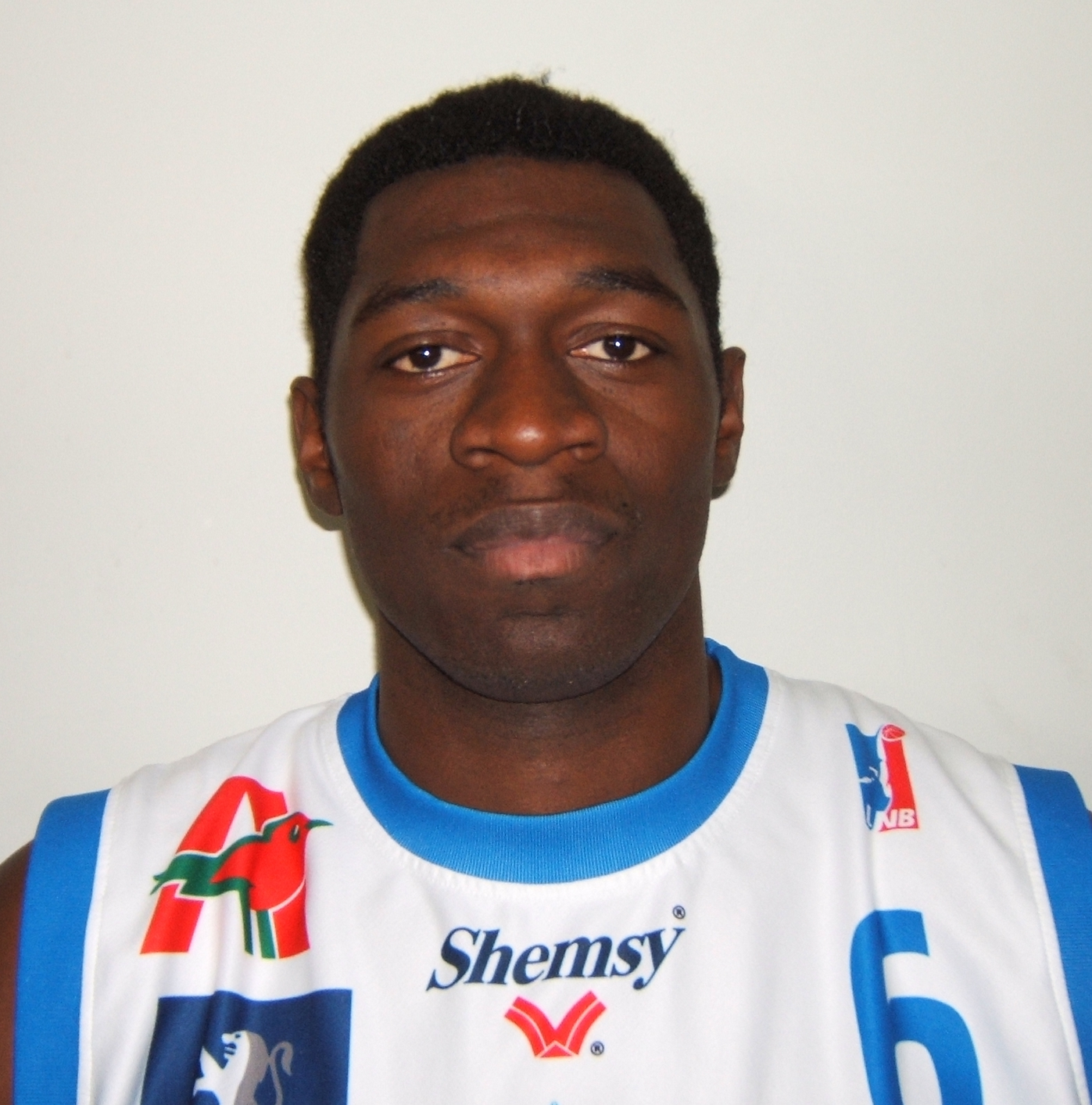
François Oloa (Saison 2006-2007).
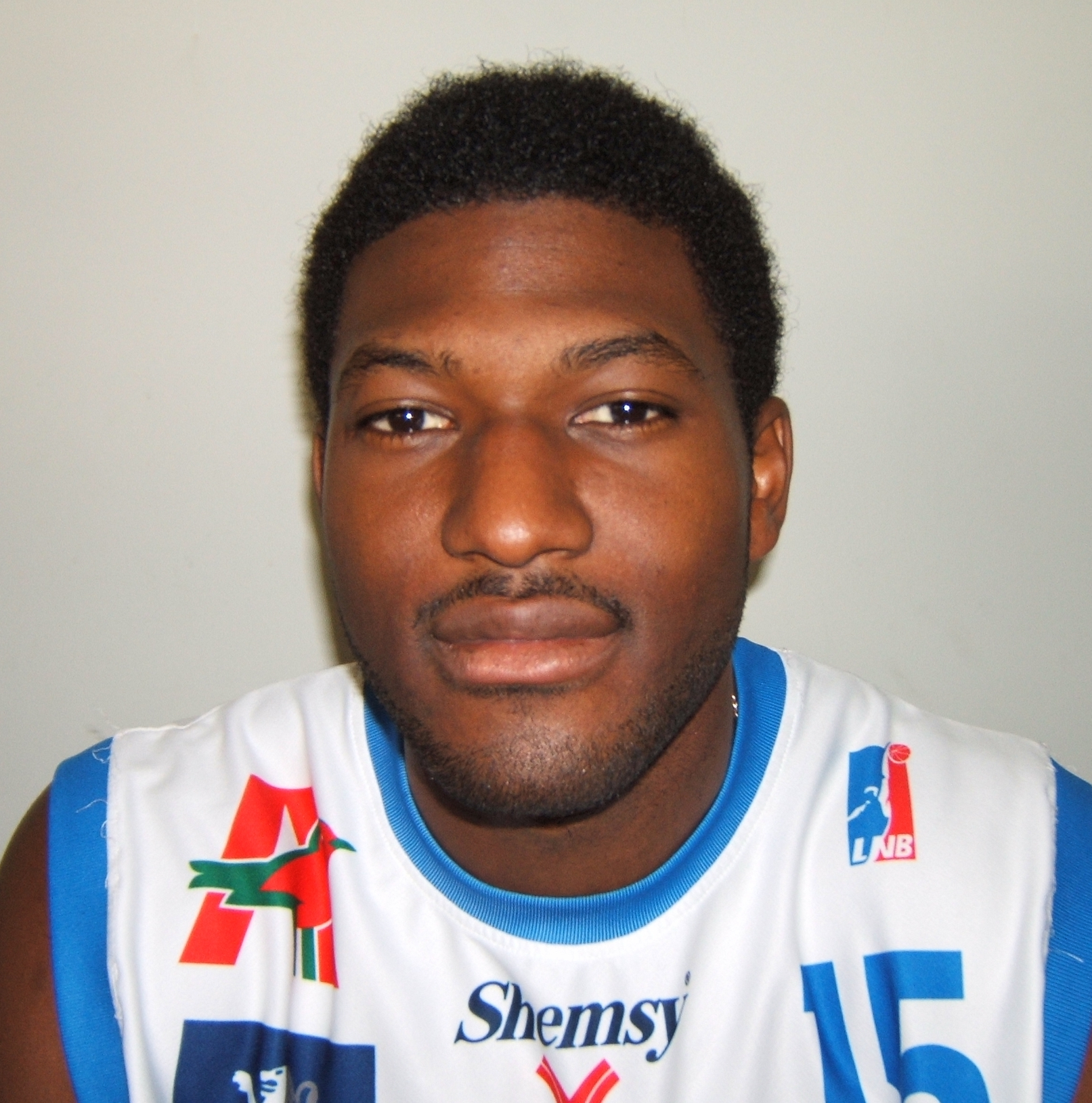
Lavar Simmons (Saison 2006-2007).
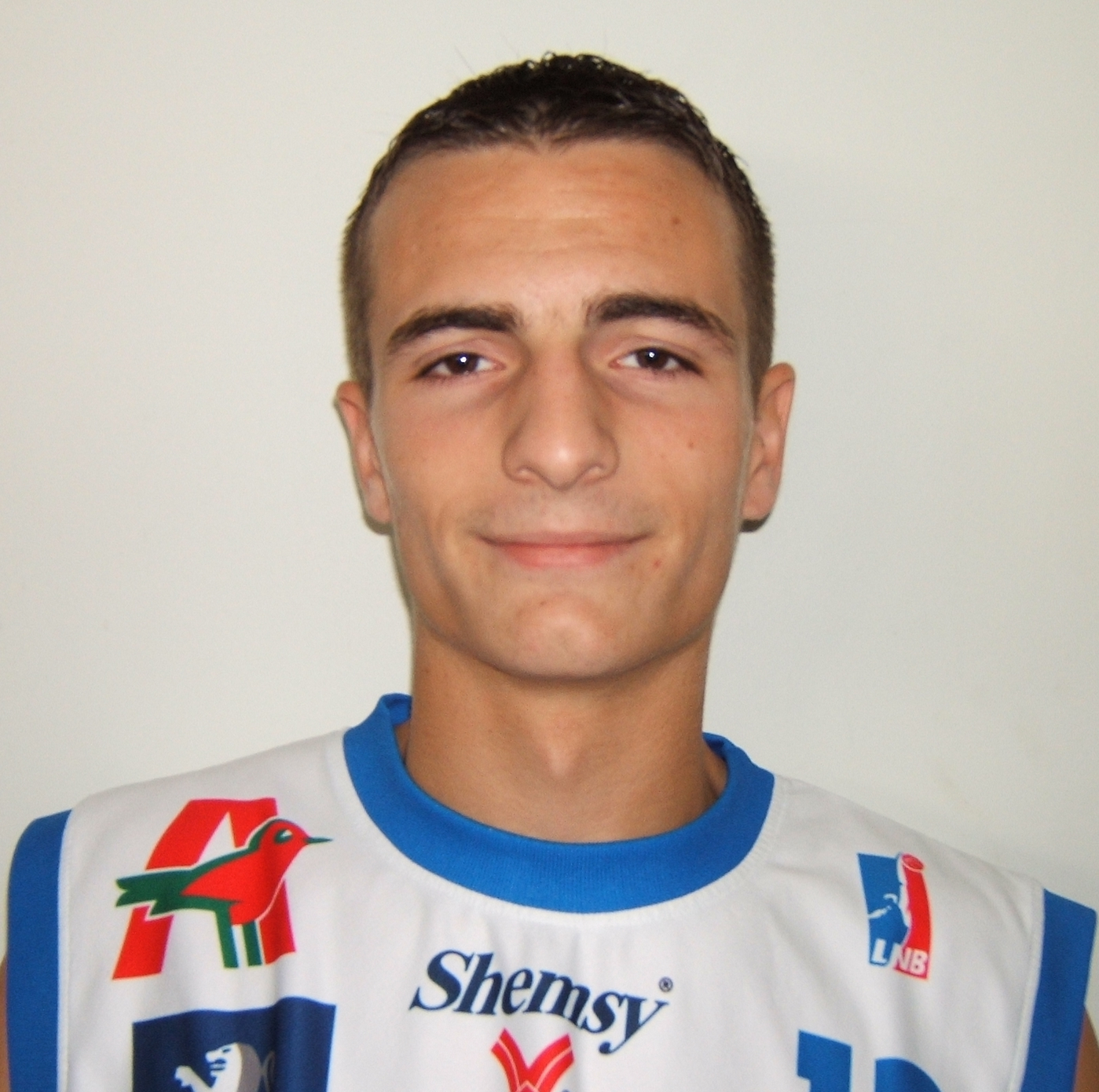
Romain NOGENT 5Saison 2006-2007)
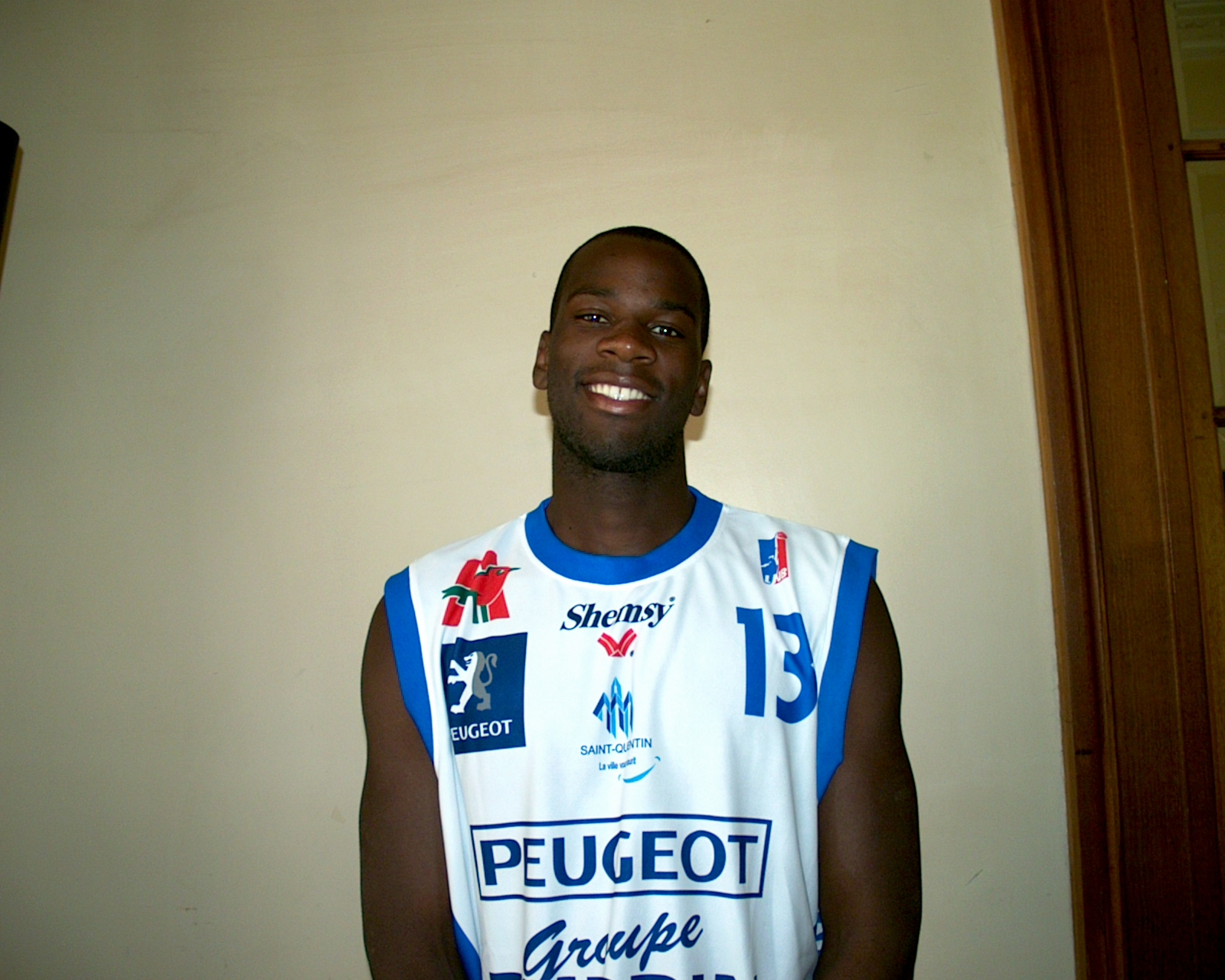
Steed Tchicamboud (saisons 2003-2005).
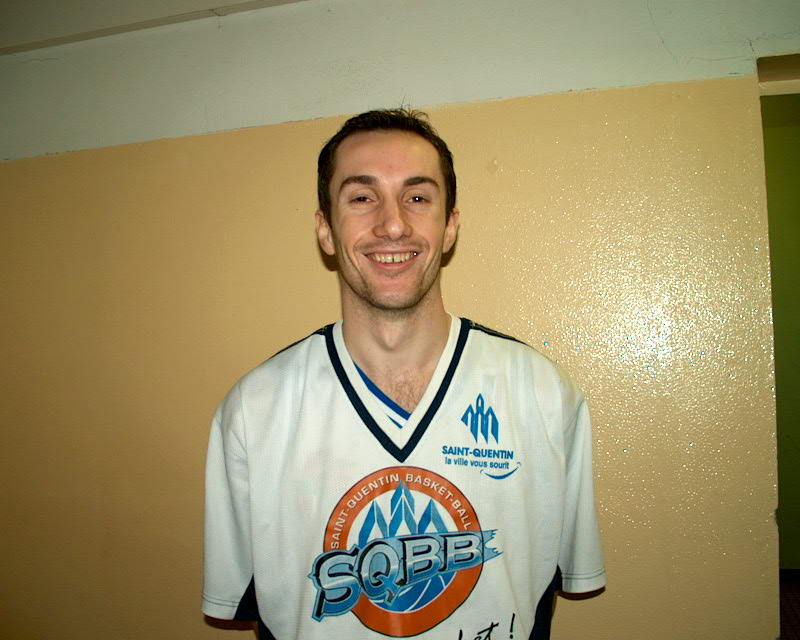
Thierry Pons (saisons 2000-2004).
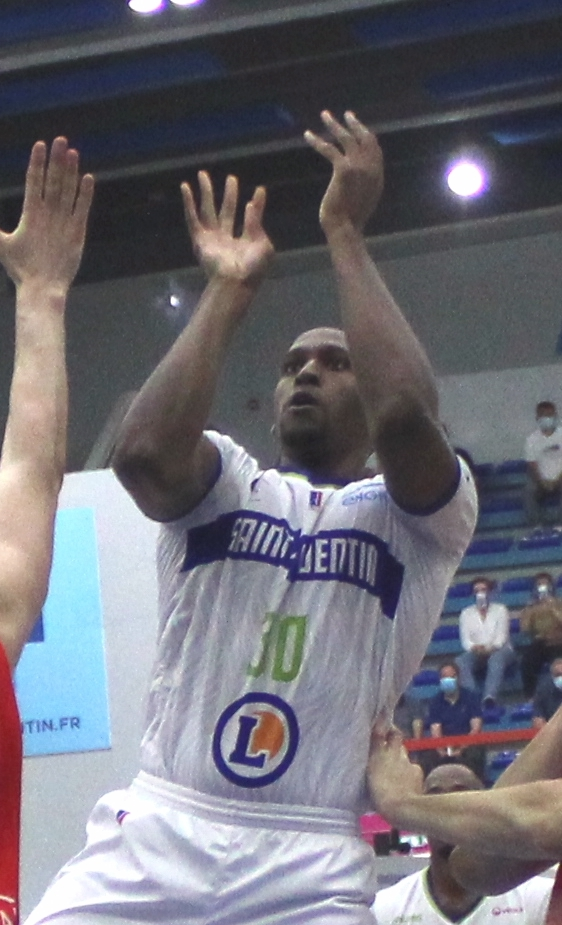
Ryan Rhommes (saison 2020-2021)
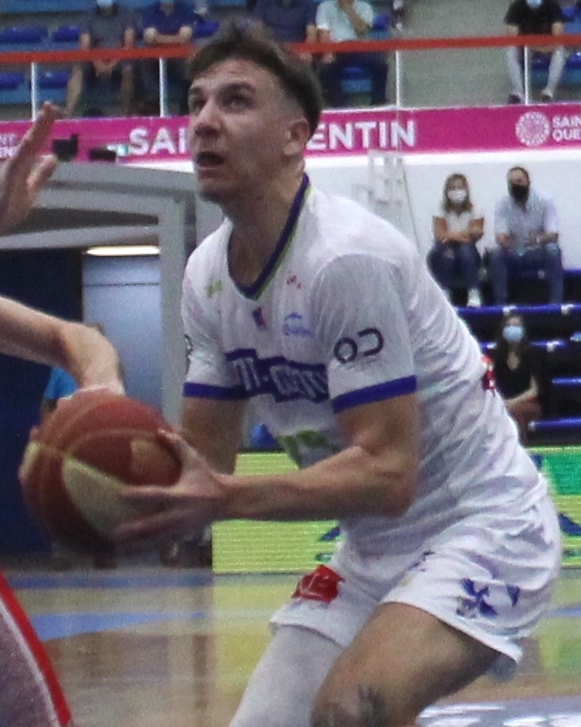
Hugo Besson Saison 2020-2021)
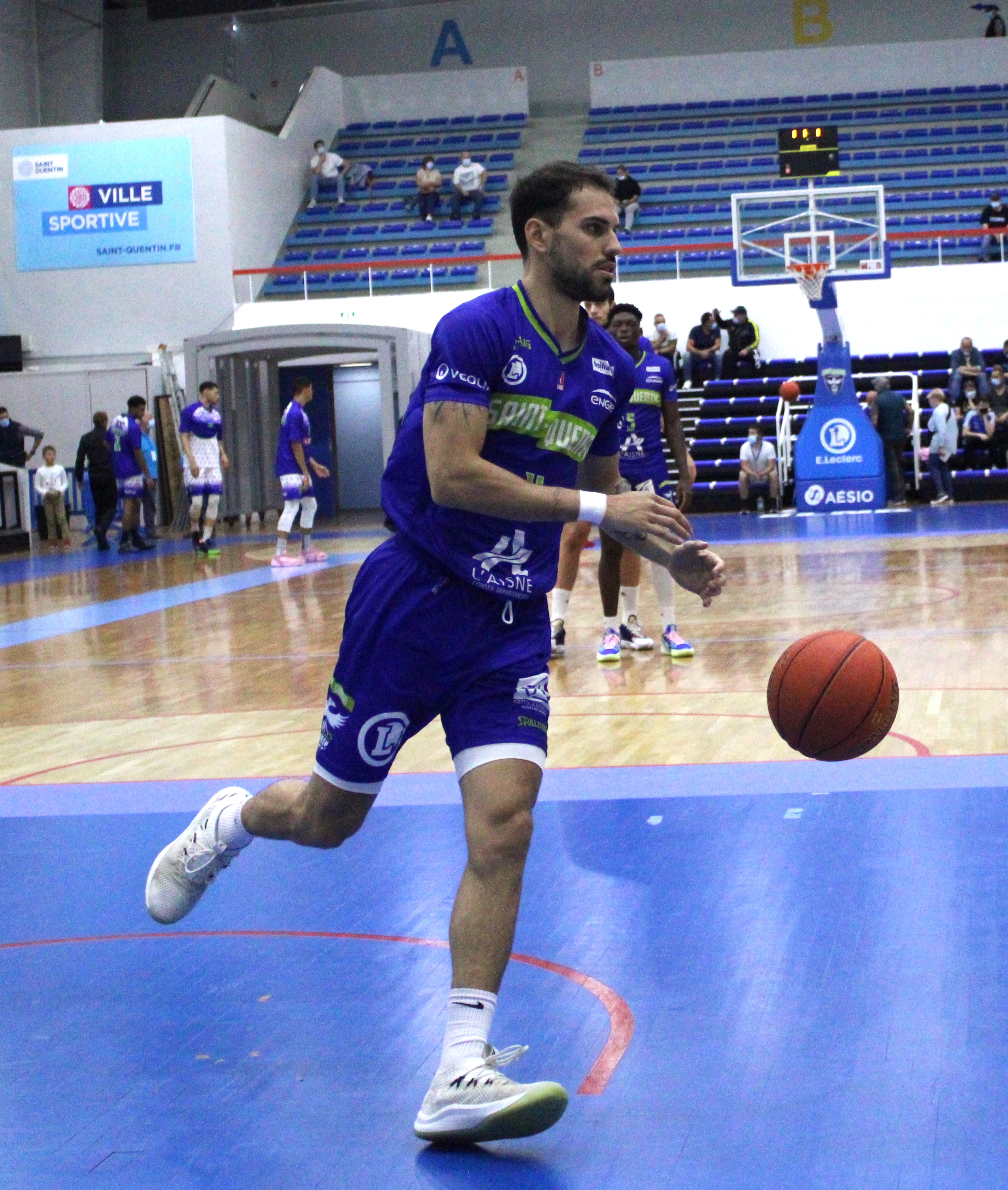
Pedro Barral (Saison 2021-2022).
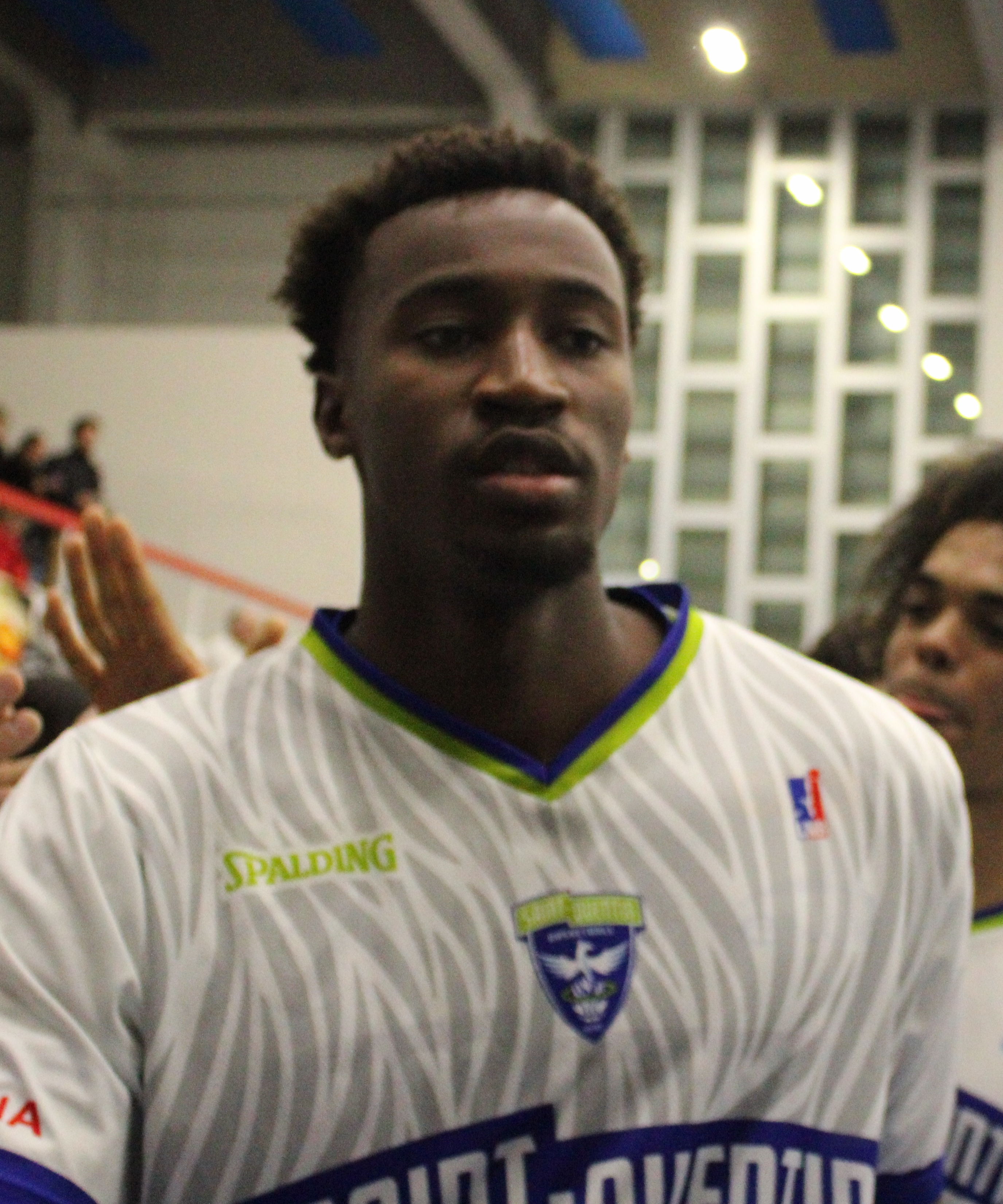
Léo Billon (Saison 2021-2022).
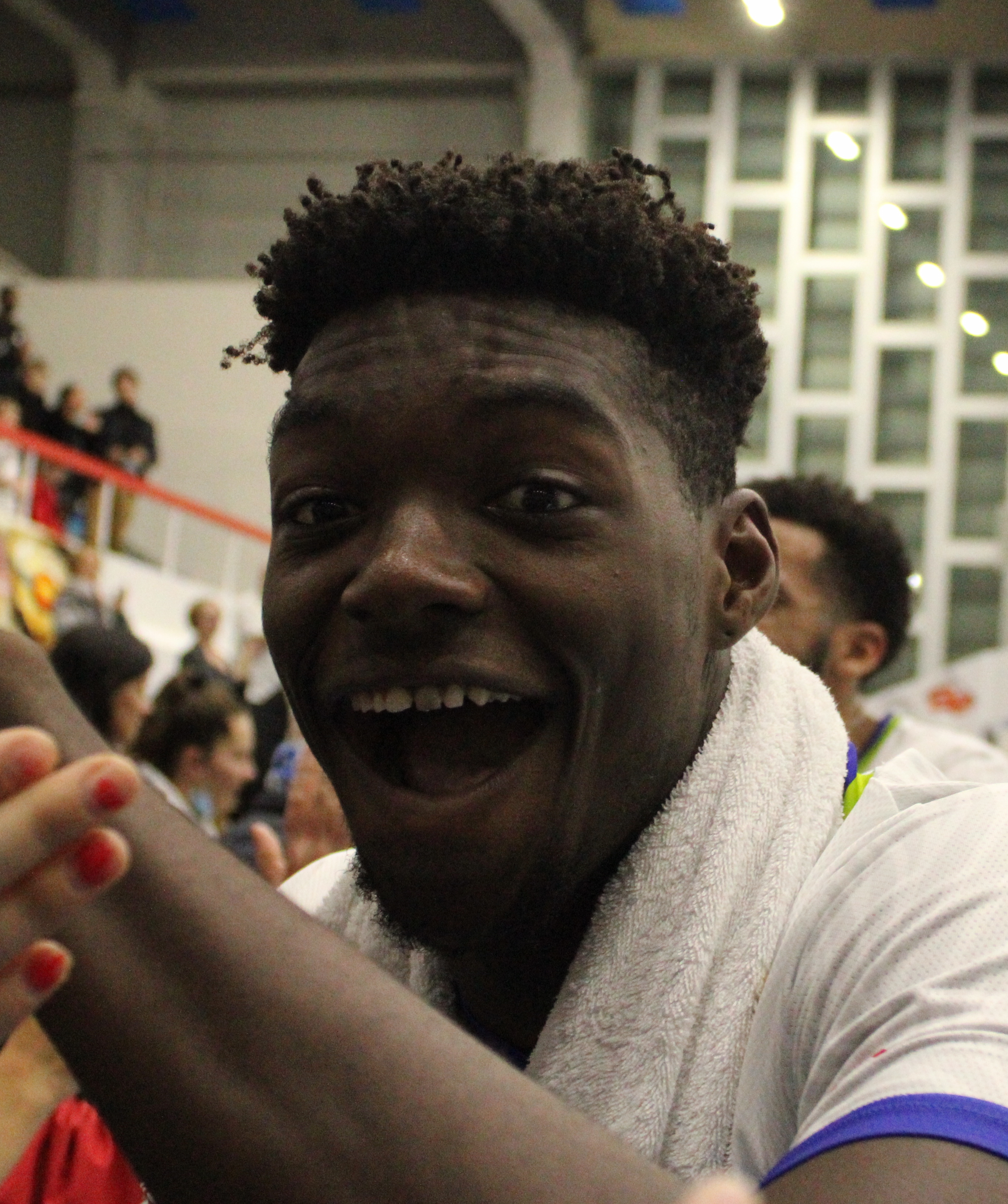
Neftali Difuidi (Saison 2021-2022).
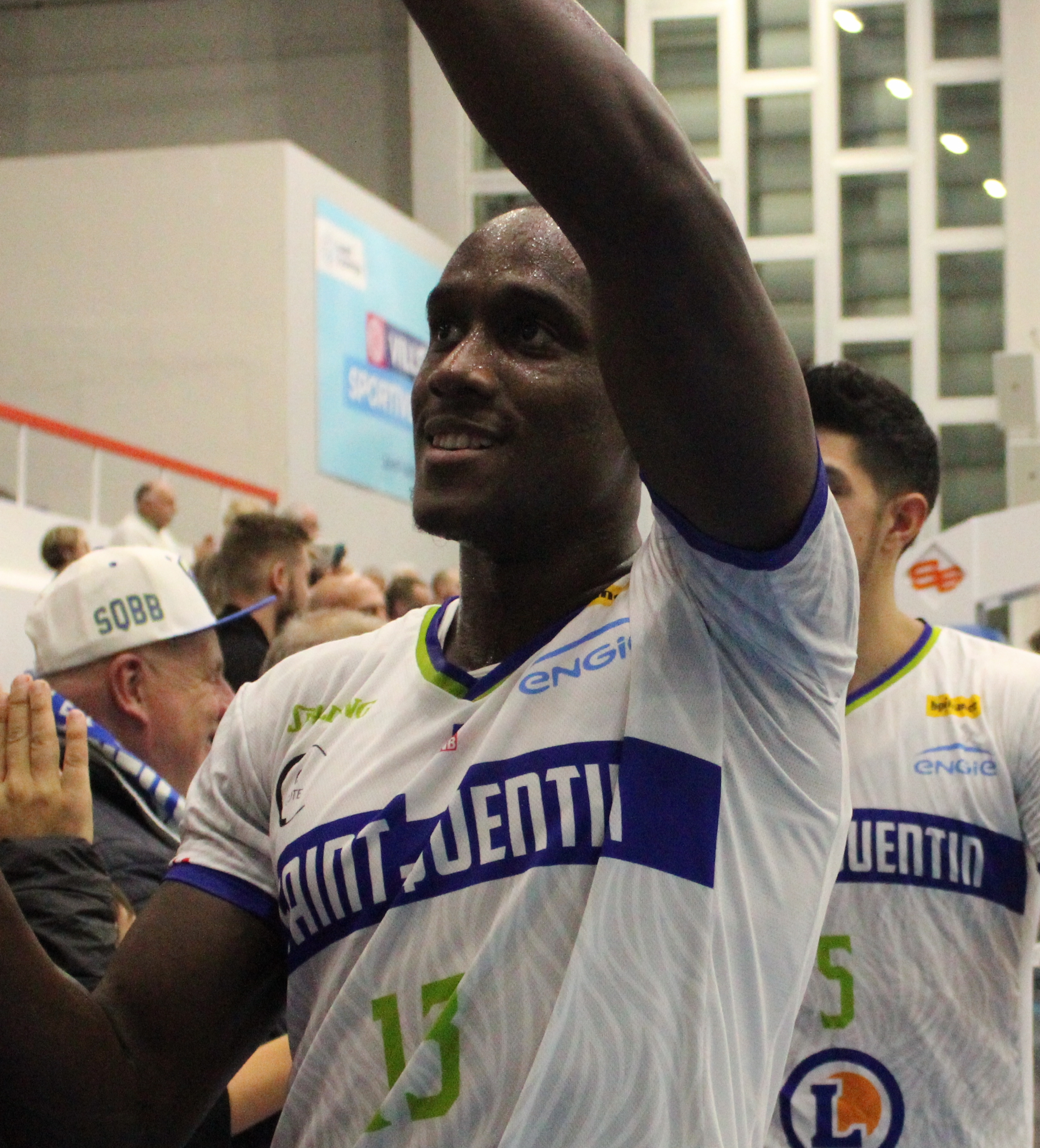
Lionel Gaudoux (Saison 2021-2022).
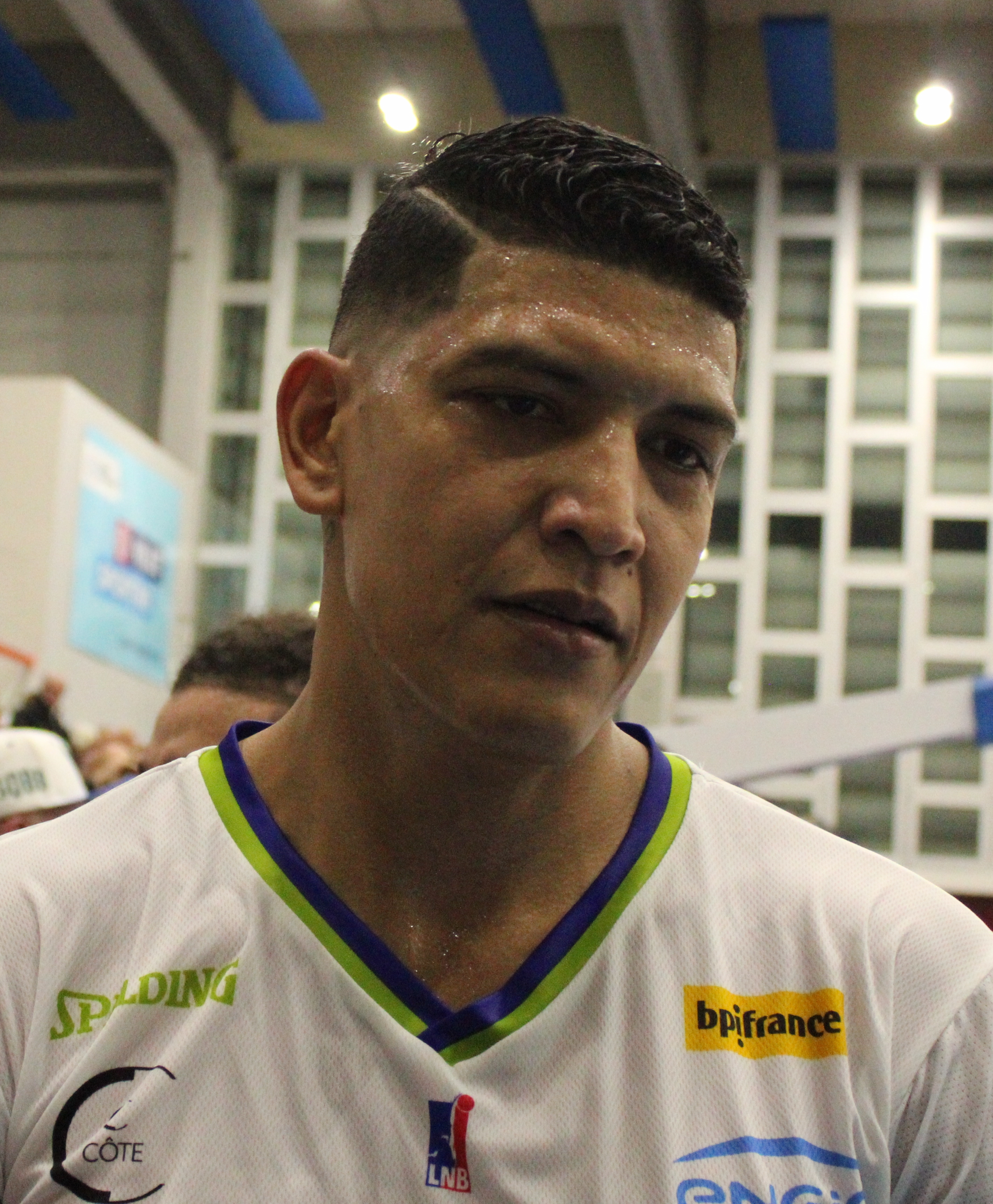
Jhornan Zamora (Saison 2021-2022).
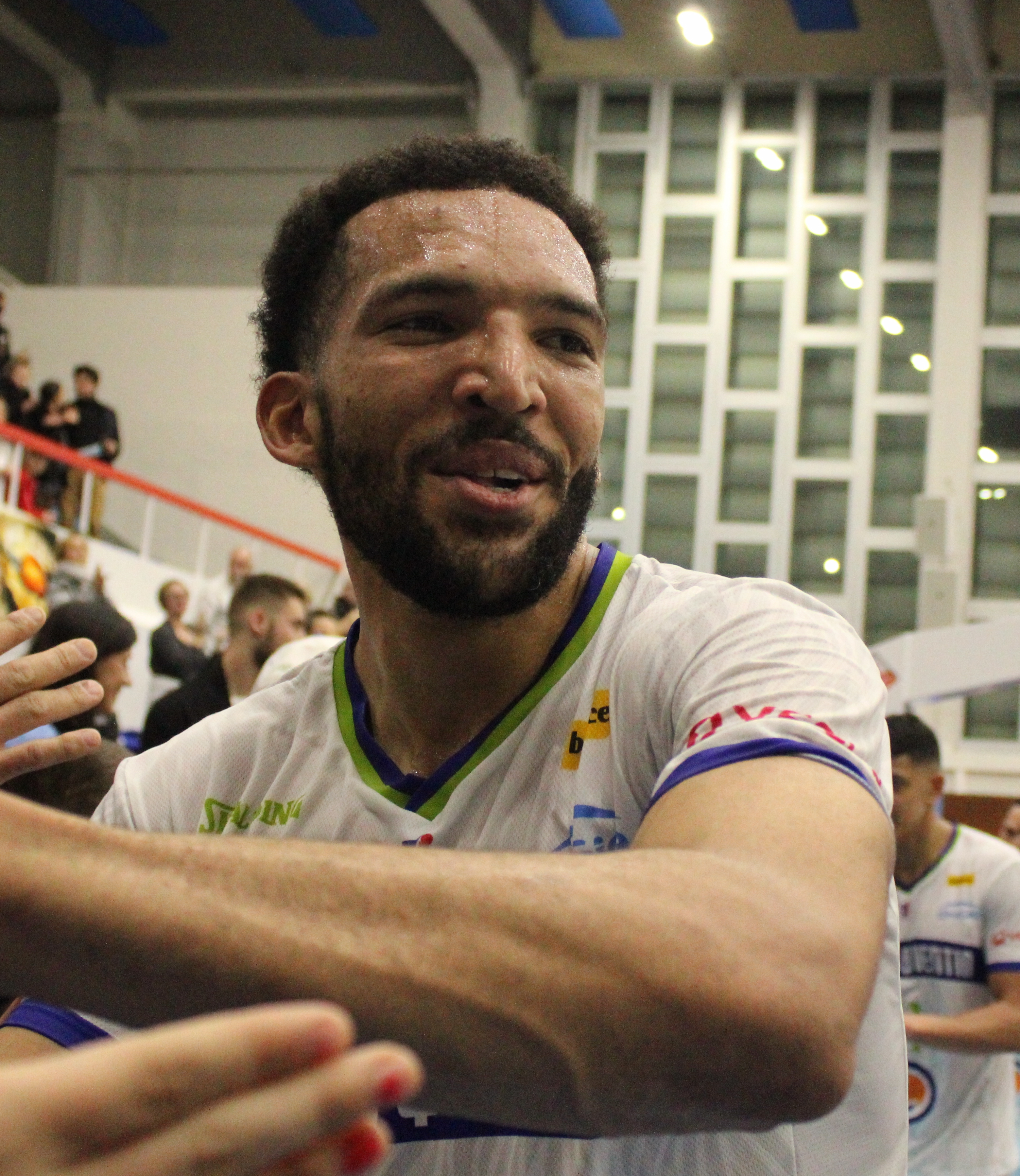
Deane Williams (Saison 2021-2022).
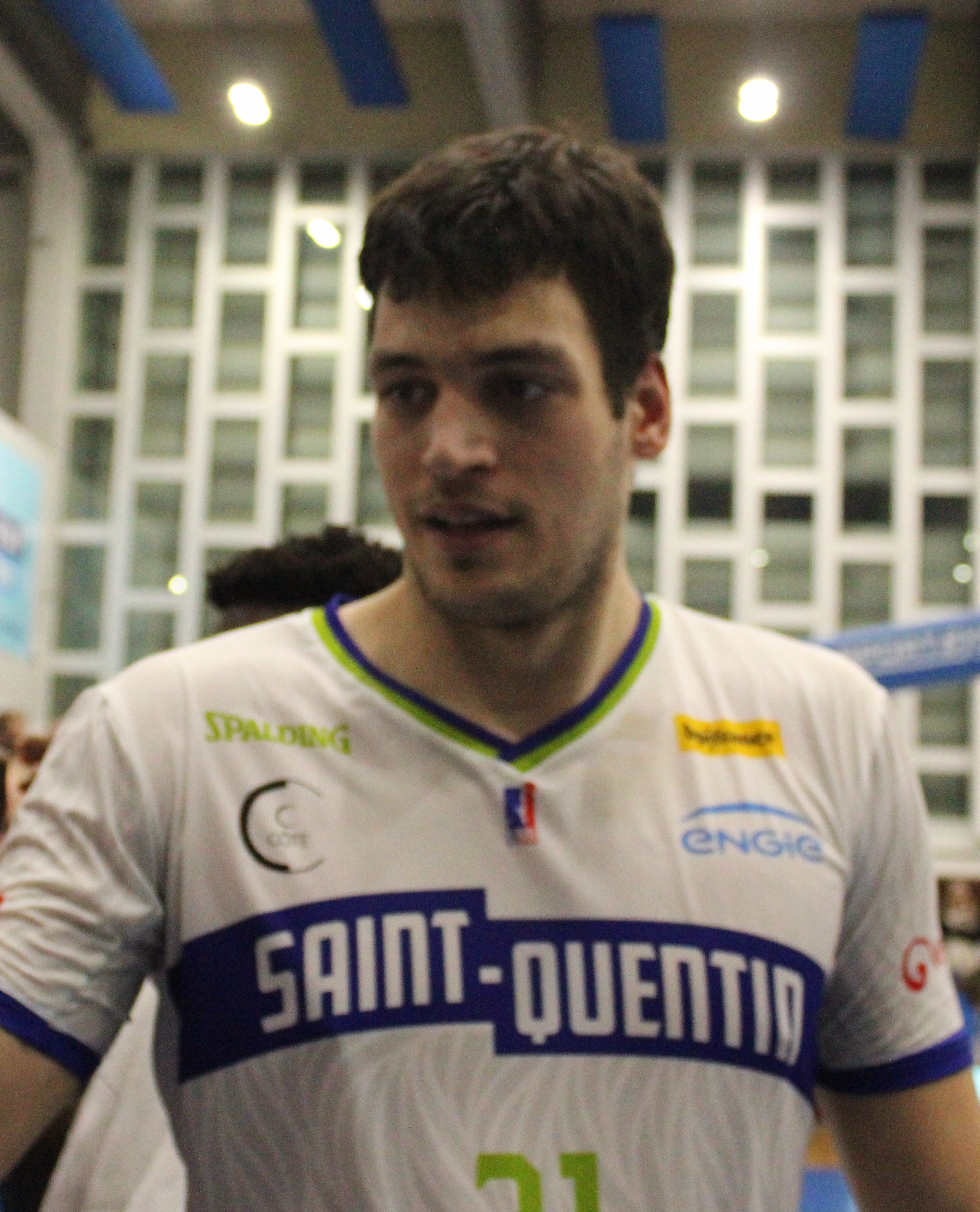
Krésimir Ljubicic (saison 2021-2022).
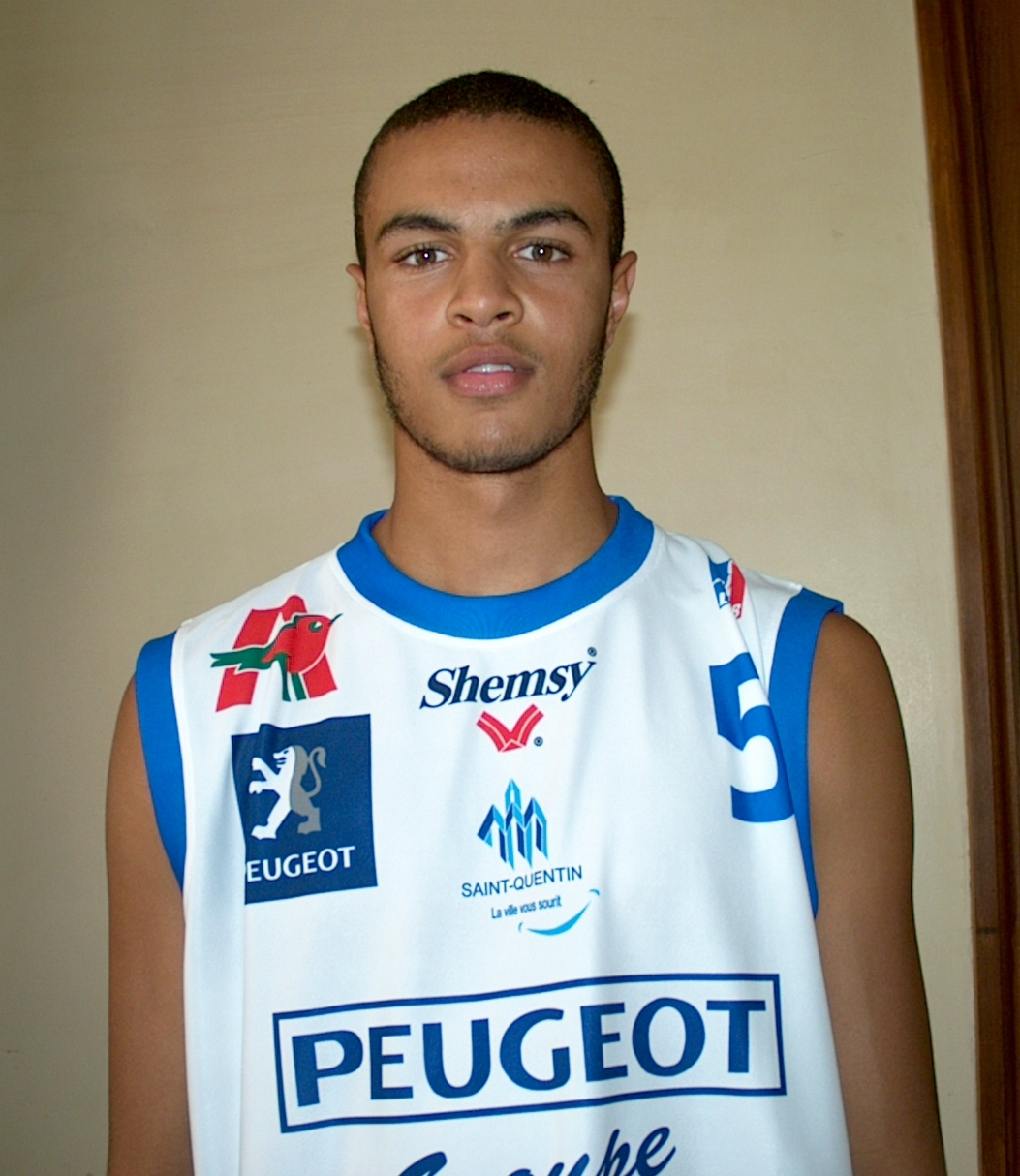
Yassine Bassine -Saison 2004-2005.
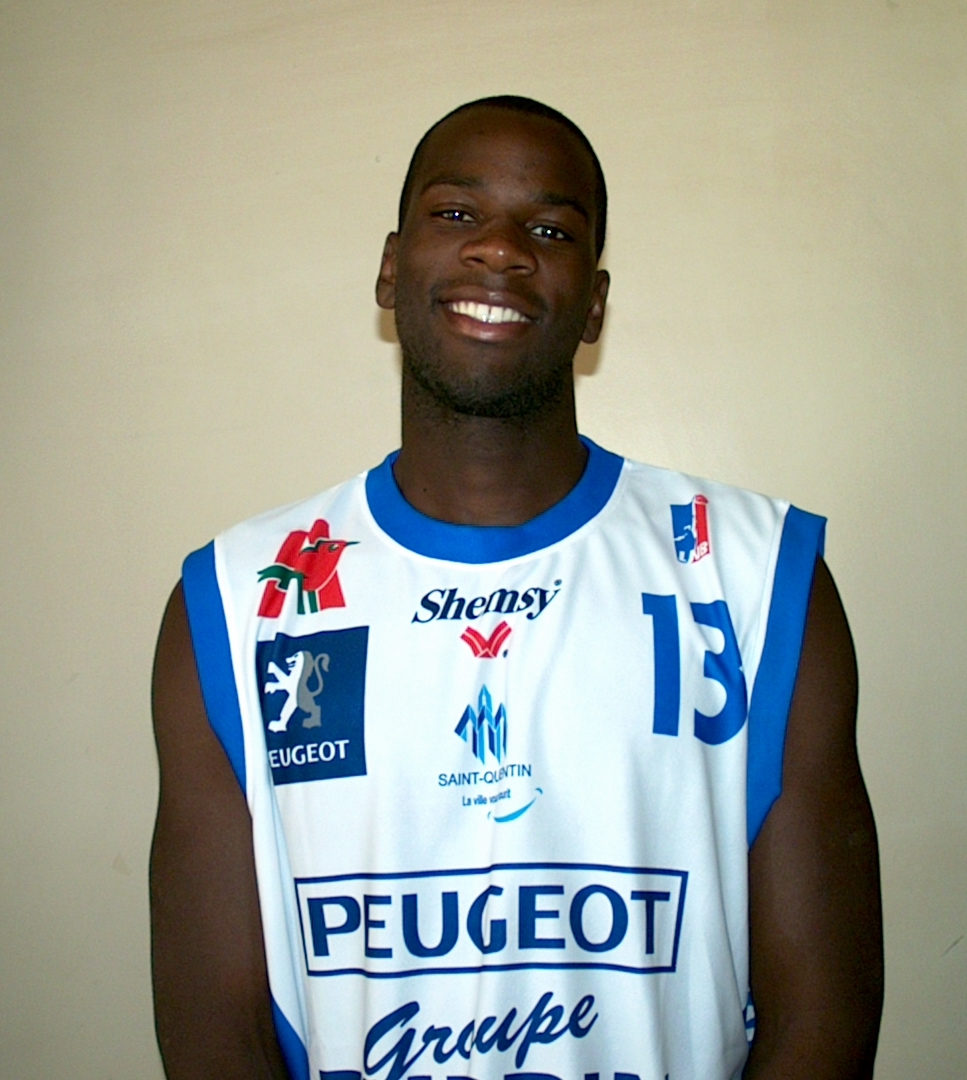
Steed Tchicamboud - Saison 2004 -2005.
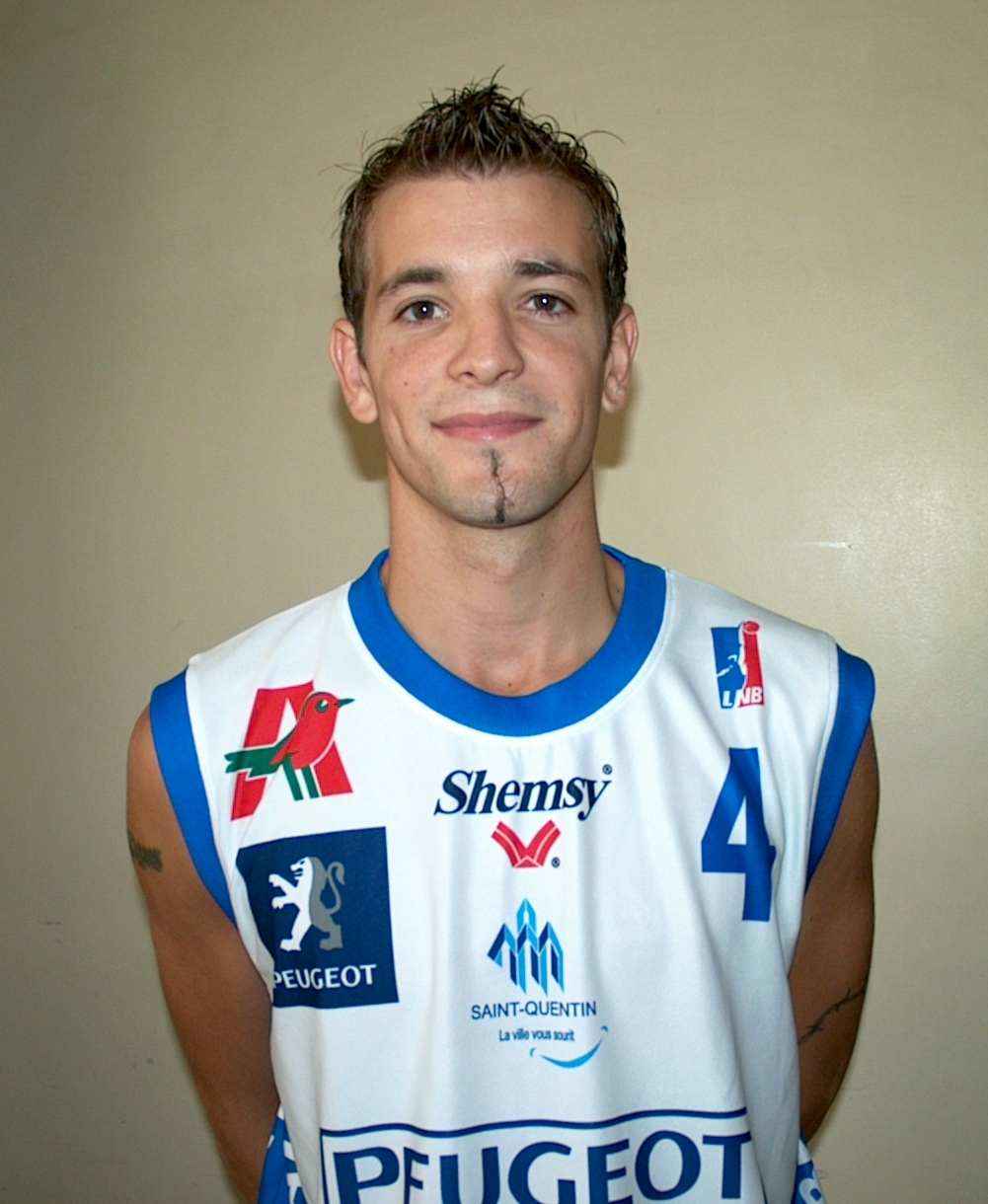
Simon Darnauzan - Saison 2004-2005.
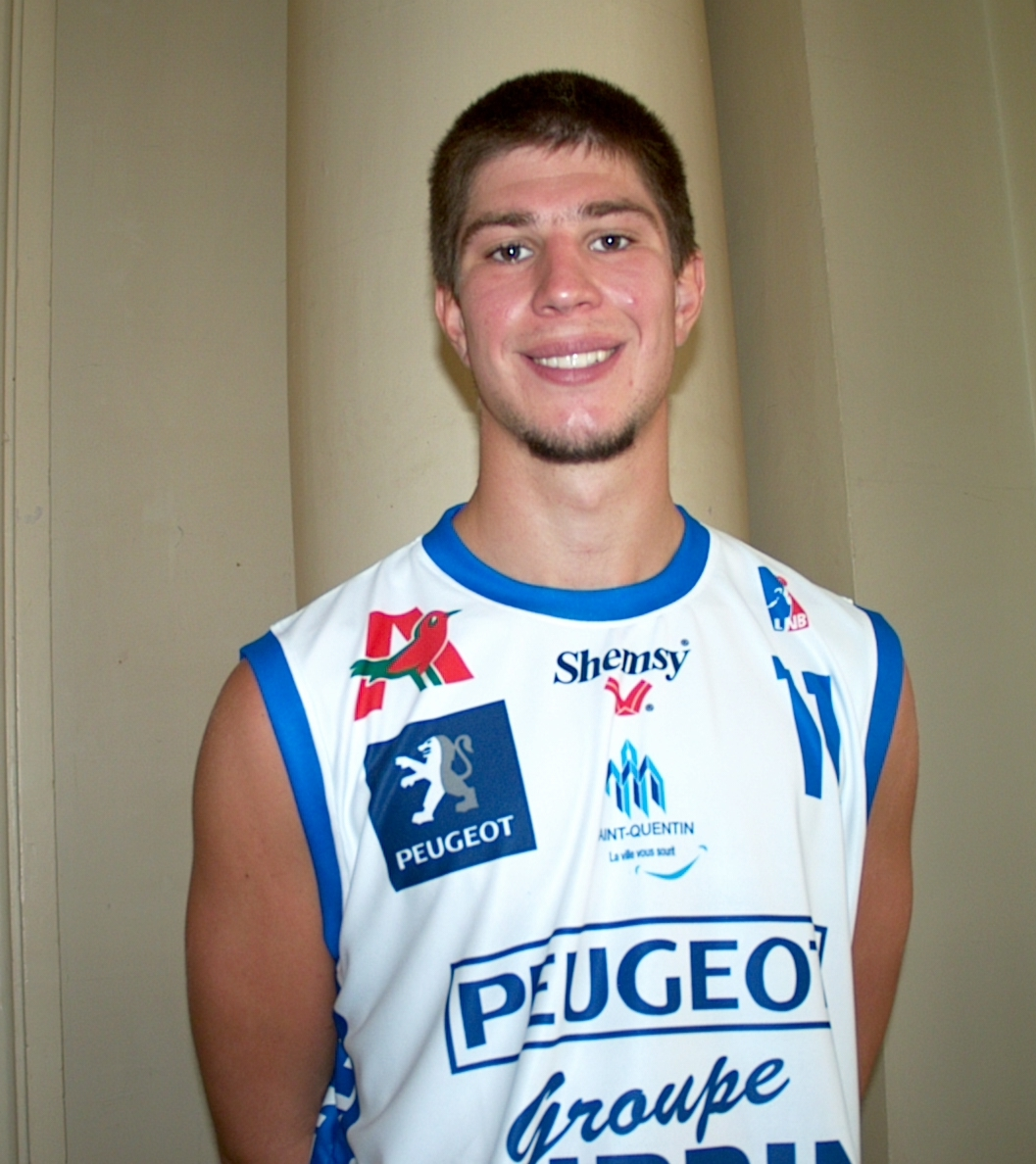
Nicolas Kaczmarow - Saison 2004-2005.
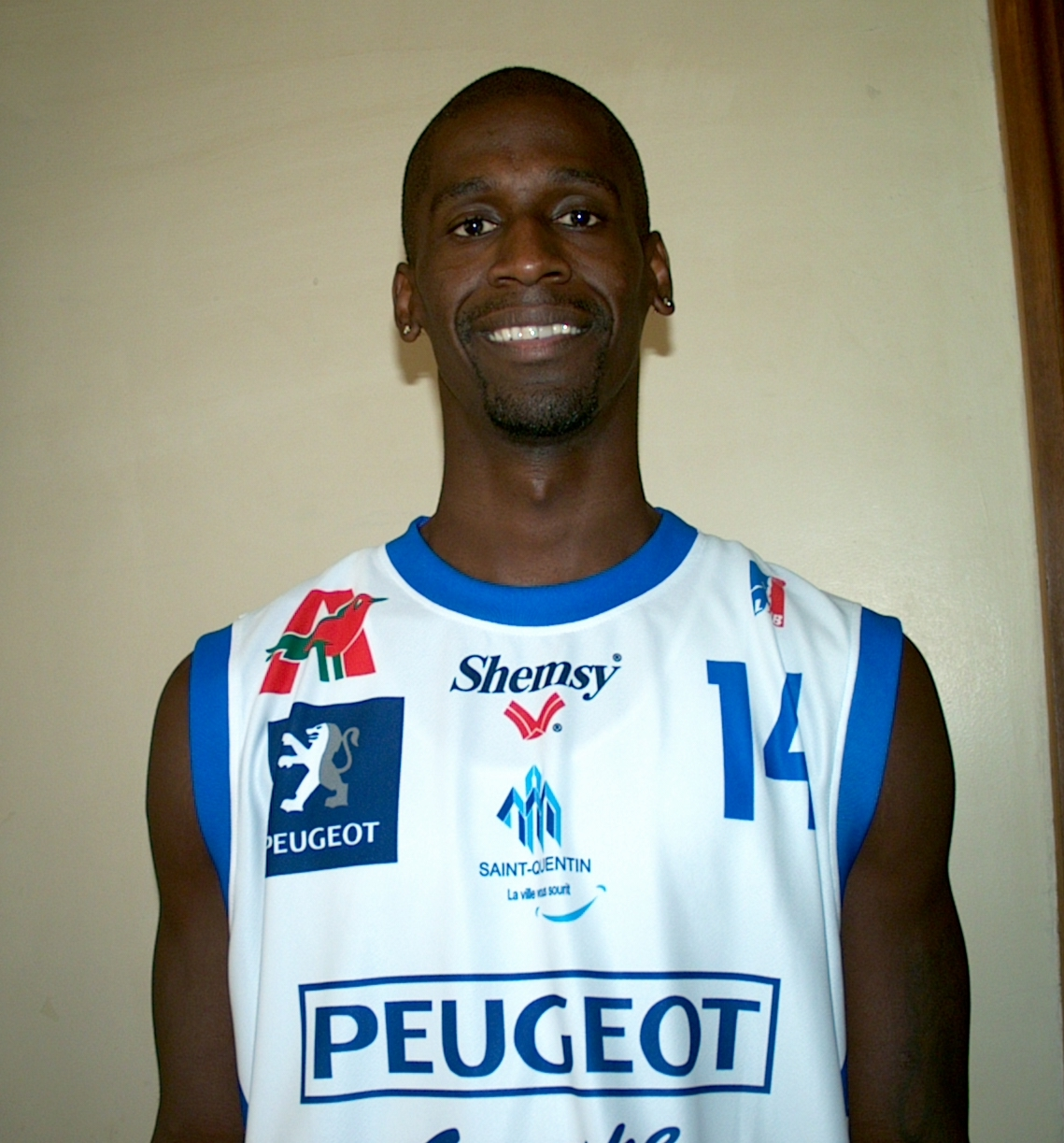
Scott Forbes - Saison 2004-2005.>
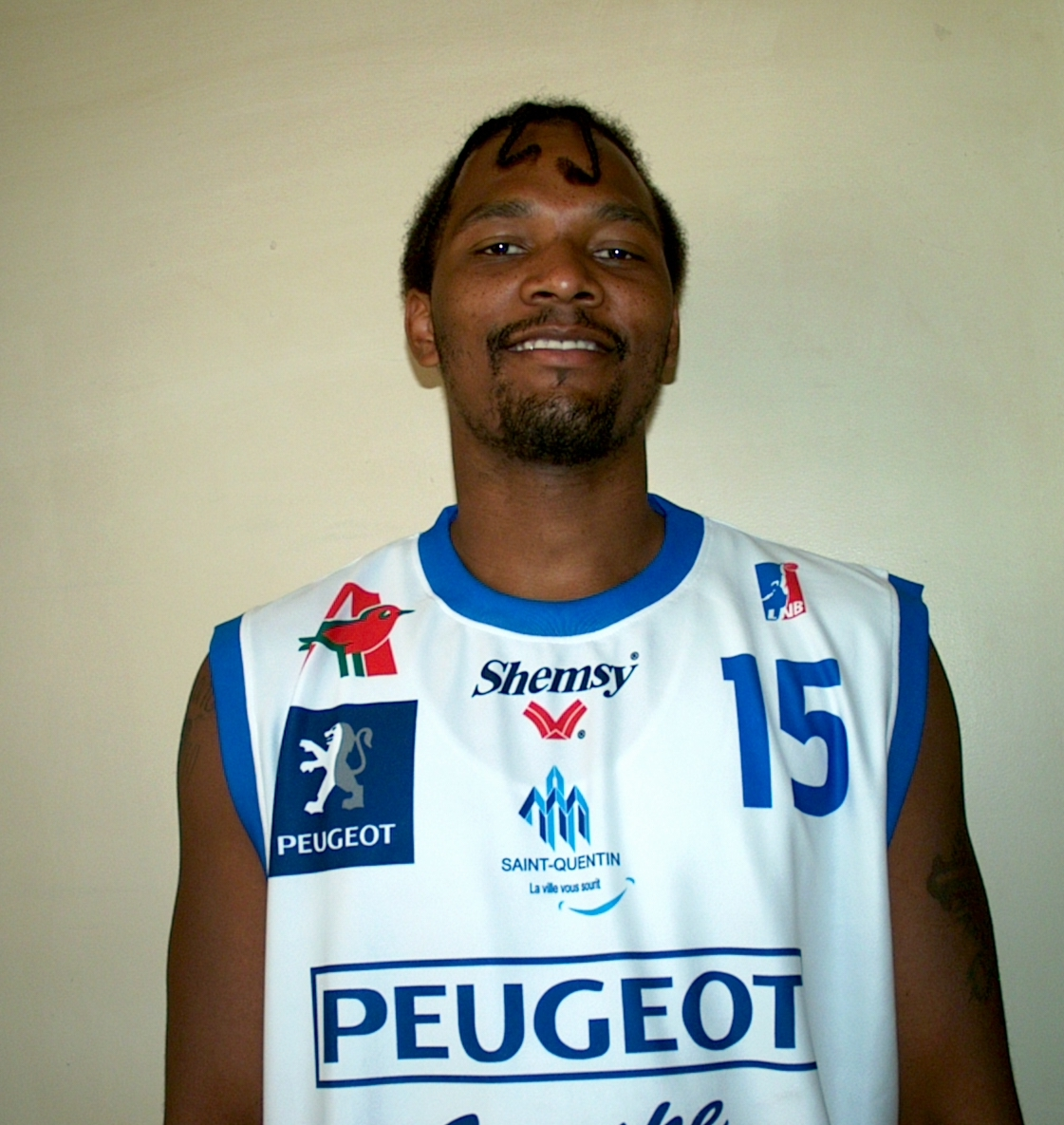
Mike Mackell - Saison 2004-2005.
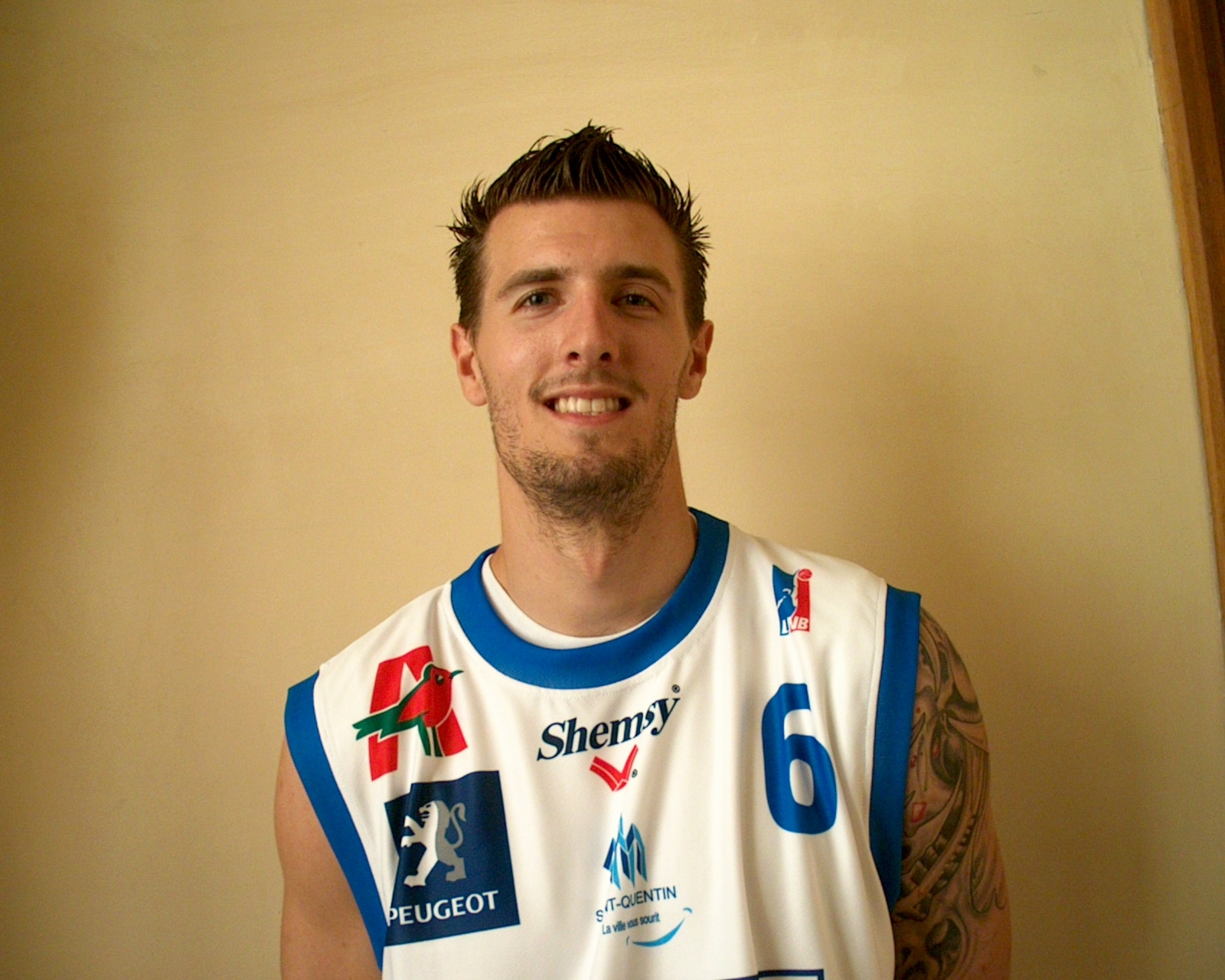
Guillaume Szaszak - Saison 2004-2005.
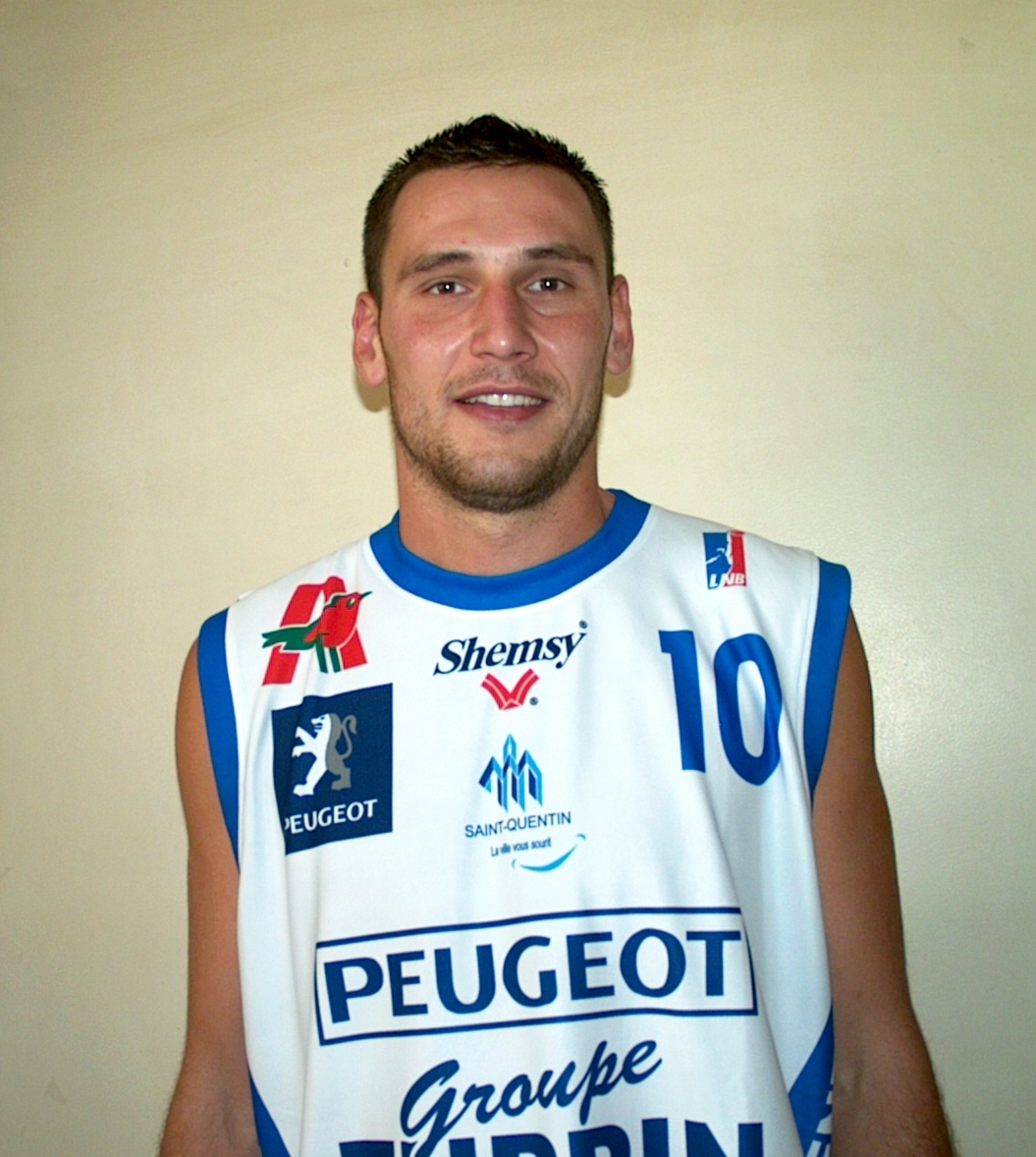
Dragan Stipanovic - Saisoon 2004-2005.
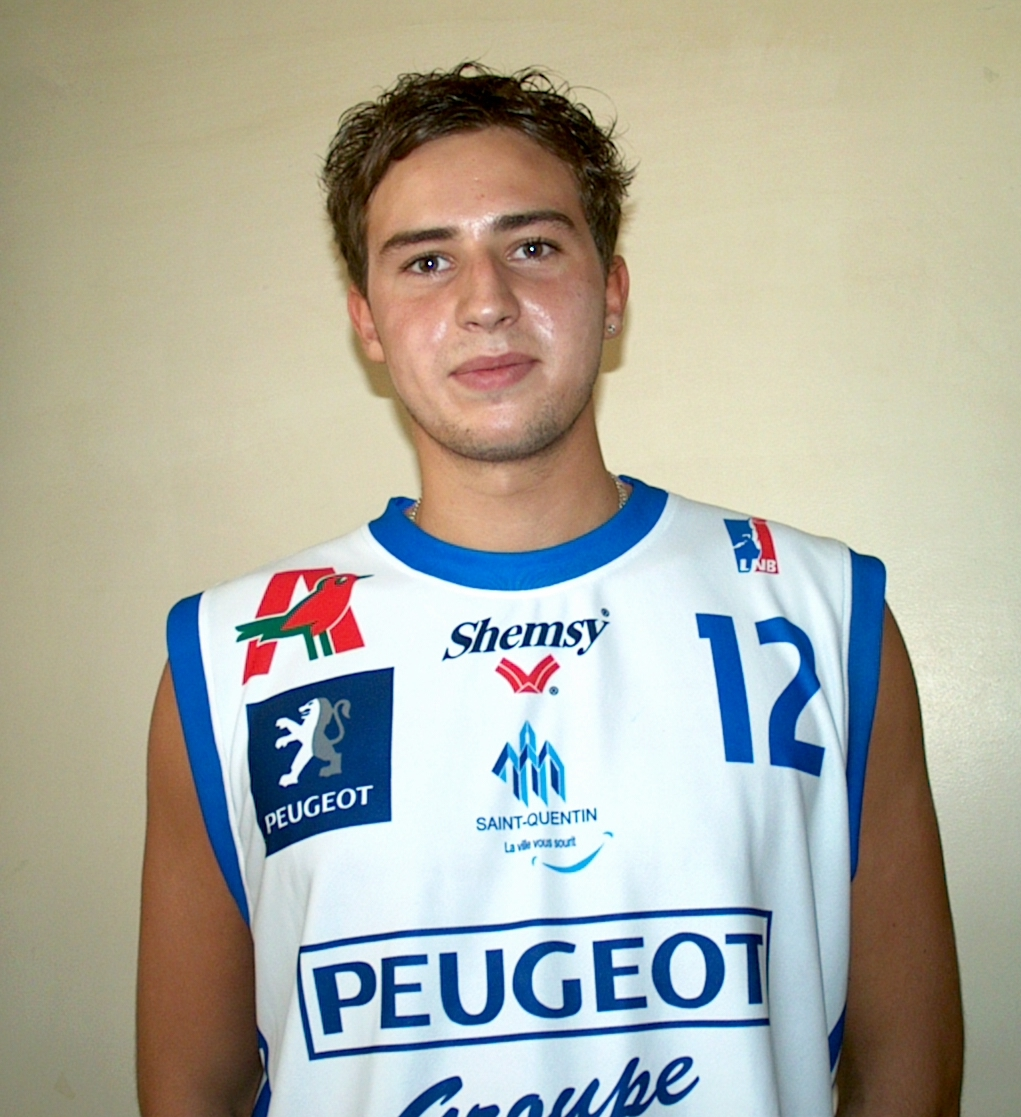
Cyril Moulin - Saison 2004-2005.
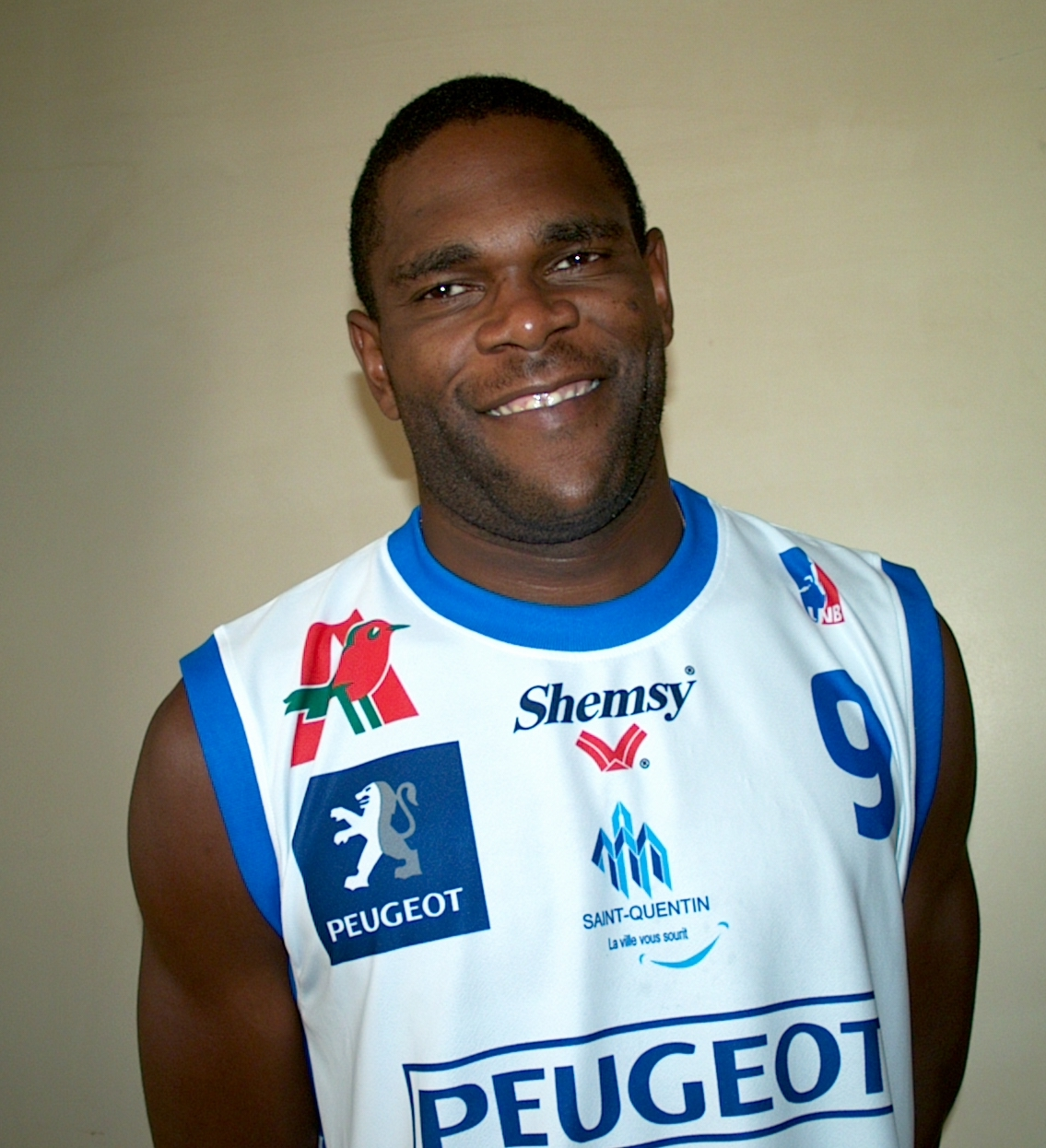
Charles-Henri Grétouce - Saison 2004-2005.
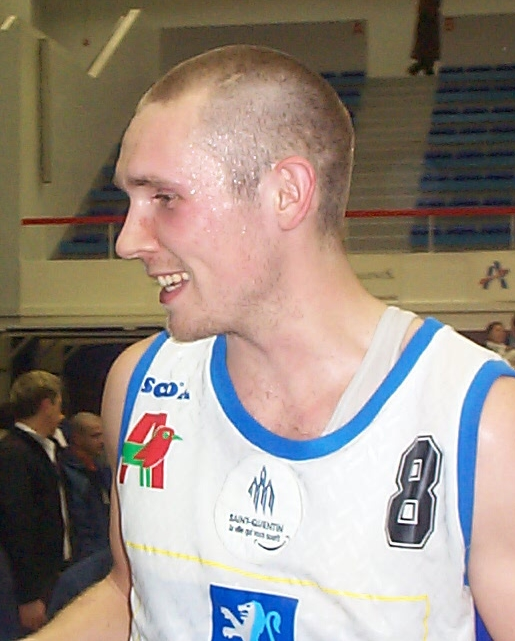
Rodéric Pegon - Joueur SQBB saison 2000-2001.
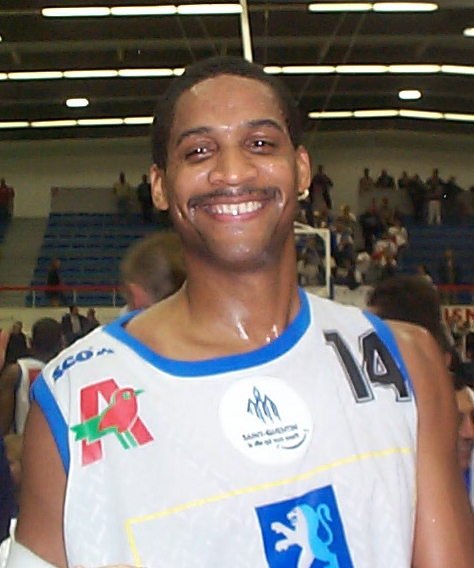
Forest Mac Kenzie - Joueur SQBB saison 2000-2001.
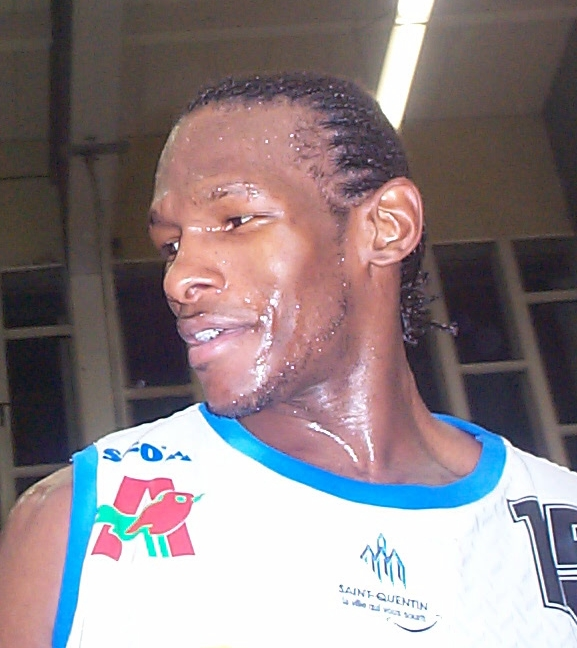
Godfrey Thomson - Joueur SQQB saison 2000-2001.
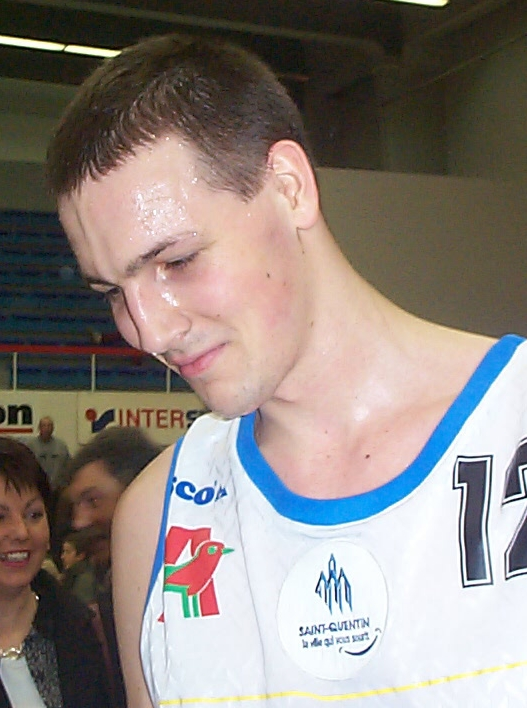
Olivier Lamothe - Joueur SQBB saison 2000-2001.

### Saison 2023-2024
En terminant 1er de la Pro B, le club a la possibilité d'accéder directement à l'élite du basket-ball français qu'il a quittée en 1993, il y a exactement 30 ans. Après un temps d'hésitation, les responsables du club donnent leur accord pour la montée en Betclic Elite avec le maintien pour objectif. Le club a alors l'un des plus petit budget de la division, 11e et trois clubs seront relégués directement en Pro B.
Pourtant, dès le début du championnat, les résultats montrent que l'entraîneur Julien Mahé a réussi un recrutement judicieux et a créé une cohésion et une efficacité évidente entre les joueurs de cette nouvelle équipe.
ÀA la mi-championnat, le club est classé 6e et participe donc à la Leaders Cup 2024 où il échoue en quart de finale contre le Paris Basketball. Les bons résultats se poursuivent dans la seconde partie du championnat malgré de nombreuses blessures. Le club finit de nouveau 6e de la saison régulière et participe aux playoff où il échoue contre Lyon-Villeurbanne.

### Saison 2025-2026
Julien Mahé quitte le club à l'issue de la saison 2024-2025 et rejoint Nanterre 92. L'ancien entraîneur de Nanterre, Philippe Da Silva devient entraîneur de Saint-Quentin et s'engage pour deux saisons,.

## Palmarès
- Champion de France de NM1 (3e division) : 1999, 2001, 2012
- Vainqueur de la Coupe de France : 1987
- Vainqueur des Play-offs de NM1 : 2019
- Champion de France de Pro B : saison 2022-2023
- Vainqueur du Tournoi des Hauts-de-France : 2024

## Entraîneurs successifs
- 1973-1986 :  Bertrand Gamess
- 1987-1991 :  Chris Singleton (entraîneur-joueur 1987-1988 puis entraîneur)
- 1994-1996 :  Bertrand Gamess
- 1996-1999 :  Edouard Jurkiewicz
- 2000-2003 :  Charlie Auffray
- 2003-2007 :  Olivier Hirsch
- Mars 2007- juin 2007 :  Savo Vučević
- 2007-2008 :  Nedeljko Asceric
- 2008-2009 :  Germain Castano
- 2009- fév. 2011 :  Arnaud Ricoux
- fév. 2011-déc.2014 :  Sébastien Lambert
- Déc. 2014-2015 :  Thomas Giorguitti
- 2015-2016 :  Jean-Manuel Sousa
- 2016-2019 :  Jérôme Navier
- 2016-fév. 2020 :  Thomas Giorguitti
- Fév. 2020-2025 :  Julien Mahé
- depuis 2025 :  Philippe Da Silva

## Galerie archives photos

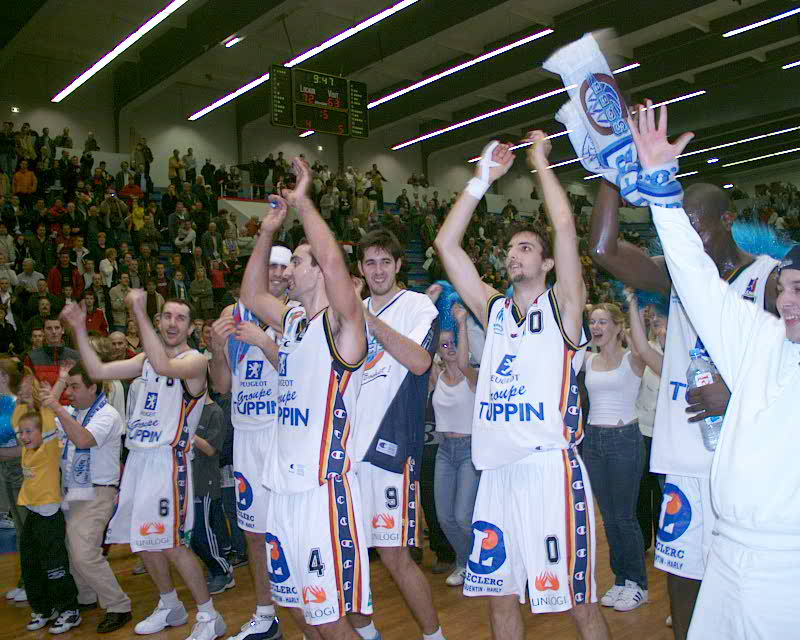
Palais des sports 26 octobre 2002.
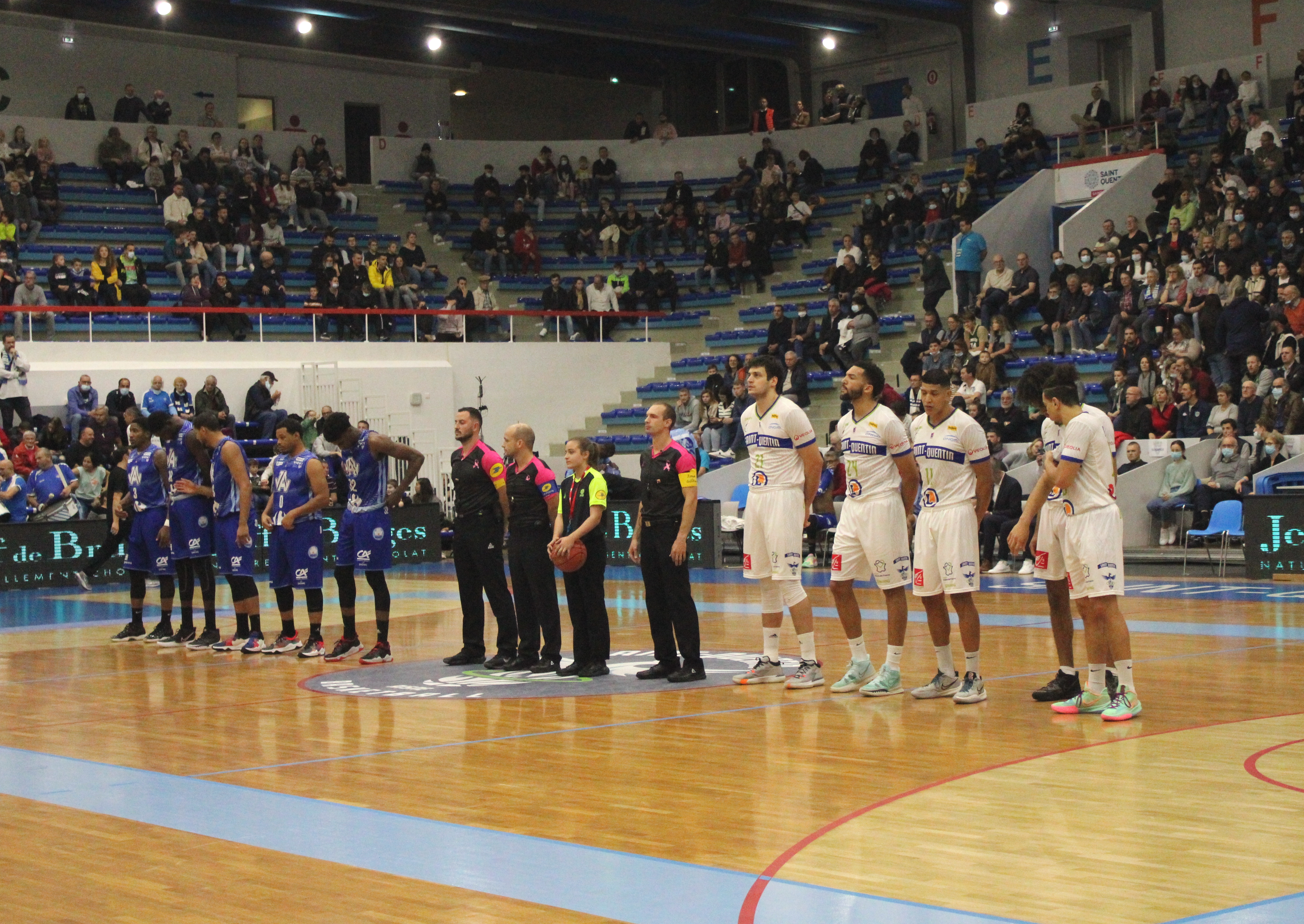
SQBB-Vichy du 29-10-2021 Présentation des équipes.
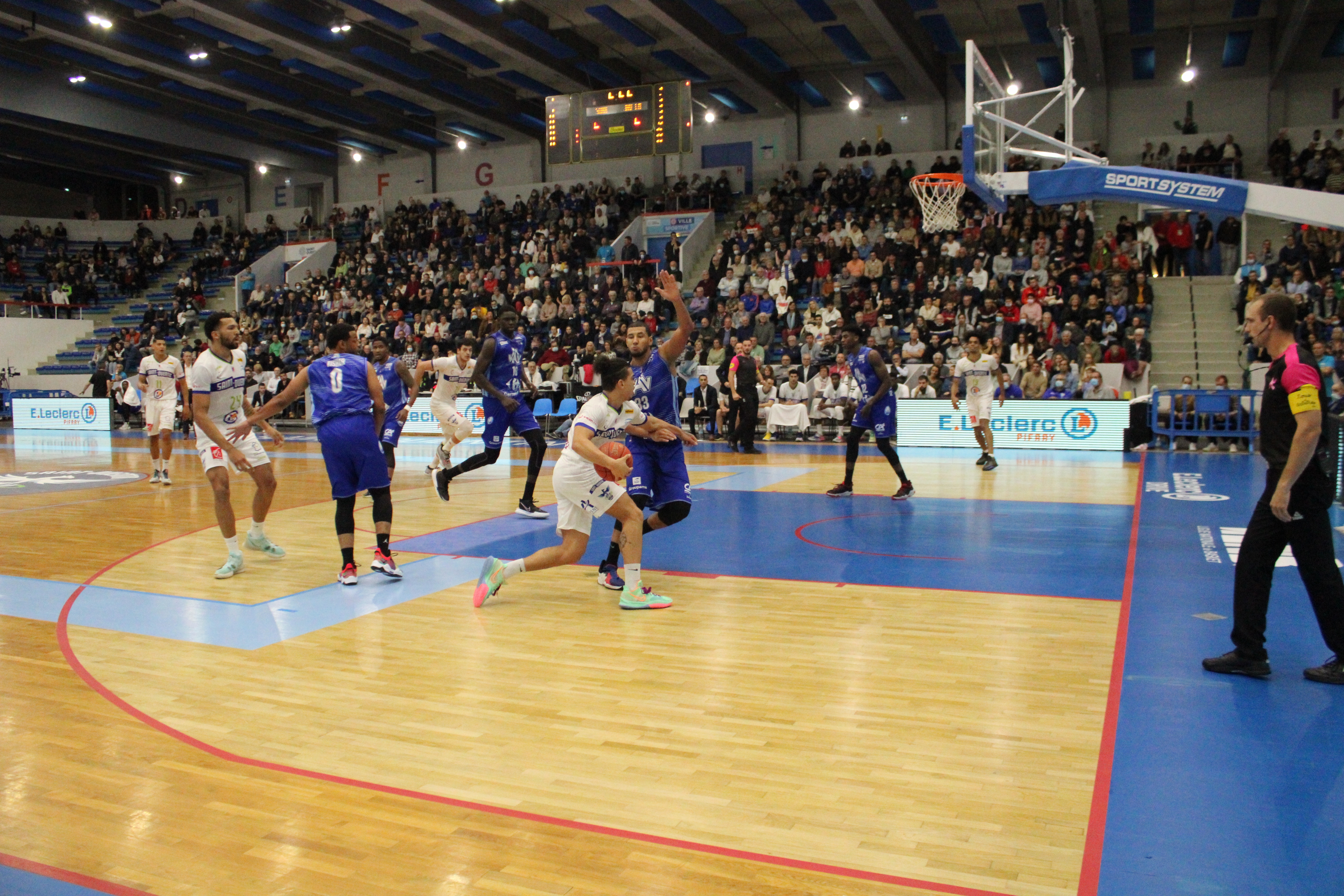
SQBB vs Vichy le 29-10-2021.

## Maillots retirés
| Numéro  | Joueur        | Nationalité | Période   |
| ------- | ------------- | ----------- | --------- |
| 25      | Hugo Besson   |             | 2020-2021 |
| 7       | Benoît Gillet |             | 2017-2023 |
| Tribune | Julien Mahé   |             | 2020-2025 |

## Joueurs draftés
| Année | Joueur        | Position | Équipe             |
| ----- | ------------- | -------- | ------------------ |
| 2024  | Melvin Ajinça | 51e      | Knicks de New York |
| 2025  | Nolan Traoré  | 19e      | Nets de Brooklyn   |